# WEST.
WEST.（ウエスト）は、日本の7人組男性アイドルグループ。所属事務所はSTARTO ENTERTAINMENT。レコード会社はELOV-Label。2014年4月23日にジャニーズWEST（ジャニーズウエスト）名義で『ええじゃないか』でCDデビュー。
ジャニーズ事務所所属グループのCDデビューは2011年デビューのSexy Zone以来で約2年半ぶり、関西ジャニーズJr.出身者で構成するグループとしては、関ジャニ∞以来10年ぶりのデビュー。また「ジャニーズ」を冠するグループ名は初代ジャニーズ以来で、メンバーの強い要望を受けてジャニーズ事務所社長・ジャニー喜多川が決めたものであった。公式お兄ちゃんは麒麟の川島明。公式お姉さんは友近。公式ファンネームは『ジャス民』。
2023年10月18日、グループ名をジャニーズWESTからWEST.に変更すると自身のYouTubeチャンネルで発表した。

## メンバー
公式サイトのプロフィールをもとに作成。
なお、メンバーカラーについては衣装、歴代CD・DVDのジャケットグラフィックや番組でも使用されている。
| 名前                            | 生年月日               | 出身地 | 血液型 | メンバーカラー |
| ------------------------------- | ---------------------- | ------ | ------ | -------------- |
| 重岡 大毅 （しげおか だいき）   | 1992年8月26日（32歳）  | 兵庫県 | A型    | 赤             |
| 桐山 照史 （きりやま あきと）   | 1989年8月31日（35歳）  | 大阪府 | A型    | オレンジ       |
| 中間 淳太 （なかま じゅんた）   | 1987年10月21日（37歳） | 兵庫県 | O型    | 黄             |
| 神山 智洋 （かみやま ともひろ） | 1993年7月1日（32歳）   | 兵庫県 | A型    | 緑             |
| 藤井 流星 （ふじい りゅうせい） | 1993年8月18日（32歳）  | 大阪府 | B型    | 青             |
| 濵田 崇裕 （はまだ たかひろ）   | 1988年12月19日（36歳） | 兵庫県 | AB型   | 紫             |
| 小瀧 望 （こたき のぞむ）       | 1996年7月30日（29歳）  | 大阪府 | O型    | ピンク         |

## 来歴

### 結成
2013年12月31日から2014年1月1日にかけて東京ドームで行われた『ジャニーズカウントダウンライブ』において、中間淳太、桐山照史、重岡大毅、小瀧望の4人がグループ名を手書きした紙を掲げて結成とCDデビューを発表。ジャニー喜多川からの了承をメンバーが得て、カウントダウンライブの出演30分前に急遽決定した発表だった。当初はグループ名を「ジャニーズWEST4」としていたが、その後「語呂が悪い」ため「ジャニーズWEST」へ変更している。
2014年2月5日から28日まで初の主演舞台『なにわ侍 ハローTOKYO!!』を日生劇場で開催（後に発表された正式名称は『なにわ侍 ハロー東京!!』）。この舞台の初日である2月5日の通し稽古での会見で、濵田崇裕・神山智洋・藤井流星の3人が新たなメンバーとして加わり、7人組で活動していくことを発表。当初メンバーの4人がジャニー喜多川を説得し、3人の加入を実現させたことも明かされた。その後の公演本番では、グループが4人から7人へと発展するストーリーを観客に披露した。7人での活動を発表した2014年2月5日がジャニーズWESTの結成日として扱われている。

### 7人でのデビューまで
デビュー後の『Myojo』（集英社）のインタビューで、デビューまでの事情をメンバーが明かしている。2013年9月に藤井以外の6人が出演した舞台『ANOTHER』の出演中に、事務所関係者から藤井、神山、濵田を含めた7人でデビューする旨は伝えられていた。その後グループ名やデビュー曲をどうするかの打ち合わせに入っており、同年12月31日に行われた『ジャニーズカウントダウンライブ』でお披露目されるものとメンバーは思っていた。しかし、カウントダウンライブの直前になって事務所から「関西ジャニーズJr.として出演する」と言われ、その後「出演がなくなった」ことが7人に告げられた。
話が二転三転した後「やっぱり出演することになった。東京に来てほしい。」との連絡を受けて新幹線に乗車したメンバーは、重岡、桐山、中間、小瀧だけだった。東京での打ち合わせの際に中間が「なぜ4人なのか」とスタッフに問い詰めたところ「4人でデビューする」と告げられた。4人のメンバーはカウントダウンライブの数時間前に3人にそのことを伝え、その後の公演に出演したが、公演中4人は全く笑顔になれる心境ではなかった。直後の2014年1月4日に行われた関西ジャニーズJr.のコンサート中、4人は3人と顔を合わせることもできず、中間は「地獄だった」と語っている。
その後、メンバーは「7人でデビューさせて欲しい」と嘆願し続け、7人でCDデビューできることになった。この嘆願の中心になったのは重岡であり「『4人ではなく7人で』と最初から諦めなかったのは、重岡だった」と複数のメンバーが答えている。この件に関し重岡は「4人と言われて一旦は受け入れたが、7人という思いを捨てられなかった。（当初入れなかった3人を）感情的に入れたいという気持ちもあったが、それだけでどうこう出来るものではない。自分は、グループとして国民的グループになりたい。その為には3人の力が絶対必要だと思った。」と語っている。
増員を嘆願するきっかけとなったのは、2014年1月4日のライブを通し「お互いを輝かせるのはこのグループしかない」と決意したことによる。その後ジャニー喜多川に直談判し、『ユーたちが、本当にいいと思ってやっているんだったらそれは間違いない。ただ、自分たちの言ったことに責任を持ってしっかりやりなさい』と言われ、最終的に増員の了承を得た。

### グループ名改名
2023年9月29日にメンバーの中間淳太が出演している毎日放送『よんチャンTV』に出演した際、ジャニー喜多川性加害問題を受け、事務所との話し合いを行い、グループ名「ジャニーズWEST」をメンバー全員の総意を持ってグループ名を変えるつもりであることを明かす。そして同年10月18日22:00頃より公式YouTubeで生配信を実施し、グループ名を「WEST.」に変更することを発表した。新しいグループ名は「"WEST"という名前を残してほしい」というファンの声をもとに決めたこと、言い切るという形でピリオドをつけたと説明している。

## 年譜

### 2014年
- 2013年12月31日から2014年1月1日にかけて、東京ドームで行われたジャニーズカウントダウンライブ公演中に中間淳太、桐山照史、重岡大毅、小瀧望の4人がグループ名を手書きした紙を掲げて「ジャニーズWEST4」の結成とCDデビューを発表した[注 1]。
- グループ名が「ジャニーズWEST」に変更された[31]。
- 2月5日、初の主演舞台「なにわ侍 ハローTOKYO!!」を日生劇場で開催[19]（後に発表された正式名称は「なにわ侍 ハロー東京!!」[20]）。また、初日となる2月5日に通し稽古での会見で、濵田崇裕・神山智洋・藤井流星の3人が新たなメンバーとして加わり、7人組で活動していくことを発表した[2][21]。この日がジャニーズWESTの結成日とされている[24]。
- 4月2日、グループとしてレギュラー出演する『ザ少年倶楽部』で桐山照史がA.B.C-Zの河合郁人と共にMCを務めることが決定[32]。
- 4月20日、あべのハルカスでデビュー会見を行った。会見後、地上300メートルの屋上にあるヘリポートに移動し、4月23日発売のデビュー曲「ええじゃないか」を披露。[33]また日本コナモン協会の粉もん大使に就任することも発表された。[34]
- 4月23日、1st シングル『ええじゃないか』でCDデビュー[4]。
- 4月26日、「なにわともあれ、ほんまにありがとう」を大阪松竹座で開演。
- 4月27日、インテックス大阪にて握手会を開催。
- 4月30日、Johnny's webでブログ「な・に・わ・ぶ・誌！」の連載開始。週替わりで1人ずつ更新。
- 5月11日、「なにわともあれ、ほんまにありがとう! in TOKYO」を新橋演舞場で開演。
- 5月14日、「なにわともあれ、ほんまにありがとう! in TOKYO」のMCにて「な・に・わ・ぶ・誌！」の連載を週替わりで1人ずつの更新から毎週全員更新に変更すると発表された。
- 7月22日・23日、「デビューしてもええじゃないか〜バンザイ!! その先の一等賞へ〜」をZepp なんば大阪で、7月28日・29日にはZepp ダイバーシティ東京にて開催された。
- 8月2日、舞台「台風n Dreamer」を大阪松竹座にて開演。
- 8月6日、1st アルバム『go WEST よーいドン!』を発売。[35]
- 8月28・29日、1st アルバム発売記念パーティー「皆様のおかげSUMMER CARNIVAL!」を横浜アリーナにて開催。
- 9月3日、舞台『台風n Dreamer』を日生劇場にて開演。
- 10月8日、2nd シングル『ジパング・おおきに大作戦/夢を抱きしめて』を発売。
- 12月17日、1st DVD & Blu-ray『なにわ侍 ハローTOKYO ! !』を発売。

### 2015年
- 1月2日、「ジャニーズWEST 1stコンサート 一発めぇぇぇぇぇぇぇ!」を開演。
- 1月10日、舞台「なにわ侍団五郎一座」を日生劇場にて開演。
- 2月4日、3rd シングル『ズンドコ パラダイス』を発売。
- 4月22日、ミニ・アルバム『パリピポ』を発売。
- 5月4日、1stコンサートツアー「パリピポ」を開演。
- 6月17日、2nd DVD & Blu-ray『なにわともあれ、ほんまにありがとう』を発売。
- 7月29日、4th シングル『バリ ハピ』を発売。
- 10月7日、3rd DVD & Blu-ray『ジャニーズWEST 1stコンサート 一発めぇぇぇぇぇぇぇ!』を発売。
- 12月9日、2nd アルバム『ラッキィィィィィィィ7』を発売。

### 2016年
- 4月20日、5th シングル『逆転Winner』を発売。
- 5月18日、4th DVD & Blu-ray『ジャニーズWEST 1st Tour パリピポ』を発売。
- 7月24日、ジャニーズWESTのオフィシャルファンクラブが設立された[36]。
- 7月27日、6th シングル『人生は素晴らしい』を発売。
- 9月27日、京セラドーム大阪で12月24日と25日の2日間、グループ初の単独ドーム公演を行うことが発表された[37]。
- 10月19日、所属レコード会社のジャニーズ・エンタテイメントがアルバム『なうぇすと』のPRのためにTwitterアカウントを開設[38]。
- 11月30日、3rd アルバム『なうぇすと』、5th DVD & Blu-ray『ジャニーズWEST CONCERT TOUR 2016 ラッキィィィィィィィ7』を発売。

### 2017年
- 3月25日、ジャニーズ初の配信ドラマ『炎の転校生』で出演をすることが発表された。
- 4月23日、｢な・に・わ・ぶ・誌！｣の連載を、2日に1回、メンバーカラーの虹色順で1人ずつ更新することが、重岡の更新によって発表された。
- 5月24日、6th DVD & Blu-ray『ジャニーズWEST 1stドーム LIVE ♡24(ニシ)から感謝🎄届けます♡』を発売。
- 6月21日、7th シングル『おーさか☆愛・EYE・哀/Ya! Hot! Hot!』を発売。
- 10月25日、7th DVD & Blu-ray『ジャニーズWEST LIVE TOUR 2017 なうぇすと』を発売。
- 11月10日5時、『炎の転校生』がNetflixで放送開始。
- 11月22日、8th シングル『僕ら今日も生きている/考えるな、燃えろ!!』を発売。

### 2018年
- 1月2日、4th アルバム『WESTival』を発売。
- 3月7日、9th シングル『プリンシパルの君へ/ドラゴンドッグ』を発売。
- 8月15日、10th シングル『スタートダッシュ!』を発売。
- 10月24日、8th DVD & Blu-ray『ジャニーズWEST LIVE TOUR 2018 WESTival』を発売。
- 12月5日、5th アルバム『WESTV!』を発売。

### 2019年
- 1月30日、11th シングル『ホメチギリスト/傷だらけの愛』を発売。
- 4月24日、12th シングル『アメノチハレ』を発売。
- 5月29日、DVD & Blu-ray『炎の転校生 REBORN』を発売。
- 6月1日、所属レーベルであった株式会社ジャニーズ・エンタテイメントの事業終了に伴い、株式会社ジェイ・ストームのレーベル「Johnny's Entertainment Record」へ移籍。
- 7月10日、9th DVD & Blu-ray『ジャニーズWEST LIVE TOUR 2019 WESTV!』を発売。
- 7月25日、『FIVBワールドカップバレーボール2019』（9月14日開幕）の大会スペシャルサポーターに就任[39][40]。デビュー後のグループがスペシャルサポーターを務めるのは初めてである[39]。
- 10月9日、13th シングル『Big Shot!!』を発売。

### 2020年
- 3月18日、6th アルバム『W trouble』を発売。
- Paraviで放送されていた『パパジャニWEST』が地上波レギュラーに決定した。
- 5月13日、ジャニーズ事務所所属グループによる新型コロナウイルス感染拡大防止の支援活動『Smile Up! Project』の一環として、ジャニーズWESTのメンバーを含む75名の期間限定ユニット「Twenty★Twenty」を結成することが発表された[41]。
- 6月24日、14th シングル『証拠』を発売。
- 7月28日、「Johnny's DREAM IsLAND 2020→2025 〜大好きなこの街から〜」の万博公園での公演を関ジャ二∞、関西ジャニーズJrと共に公演。
- 8月1日、「Johnny's DREAM IsLAND 2020→2025 〜大好きなこの街から〜」のジャニーズWEST公演を、松竹座で公演。
- 8月1日、ファンクラブ会員向けコンテンツとして、「WESTん家」の配信を開始。メンバーが持ち回りで担当する企画動画と、ツアー中に各都市公演終了後実施される「終わって即行〇〇」の2種類の動画にて構成されている。
- 10月4日、『あなたの代わりに見てきます！リア突WEST』（朝日放送テレビ）が、関西ローカルで放送開始。
- 12月11日から13日にかけて、新型コロナウイルス感染拡大予防のため延期となっていた「ジャニーズWEST LIVE TOUR 2020 W trouble」をオンラインで公演。

### 2021年
- 1月13日、15th シングル『週刊うまくいく曜日』を発売。
- 3月17日、7th アルバム 『rainboW』を発売。
- 5月5日、16th シングル『サムシング・ニュー』を発売。
- 7月28日、17th シングル『でっかい愛/喜努愛楽』を発売。
- 10月3日、『あなたの代わりに見てきます！リア突WEST』（朝日放送）が全国ネットに昇格[42]。深夜から日曜昼の時間帯に変わり、放送開始。
- 10月6日、10th DVD & Blu-ray『ジャニーズWEST LIVE TOUR 2020 W trouble』を発売。

### 2022年
- 1月19日、18th シングル『黎明/進むしかねぇ』を発売。
- 3月9日、8th アルバム『Mixed Juice』を発売。
- 5月11日、11th DVD & Blu-ray『ジャニーズWEST LIVE TOUR 2021 rainboW』を発売。
- 5月14日、「OSAKA METROPOLITAN ROCK FESTIVAL 2022」に出演。メインステージ「BAY FIELD」の4組目のアーティストとして登場した[43]。
- 5月17日、同年3月に放送が終了した『パパジャニWEST』の後継番組として、『DEEPな店の常連さんに密着 イキスギさんについてった』（TBS）が放送開始。
- 6月5日、『テレ東音楽祭』の初代応援隊長に就任。6月22日に放送される『テレ東音楽祭2022夏〜思わず歌いたくなる！最強ヒットソング100連発〜』（テレビ東京）に向け、同局の様々な番組に出演することが発表された[44]。
- 6月18日、音楽番組『Love music』（フジテレビ）が主催する『LOVE MUSIC FESTIVAL 2022』に出演[45]。
- 6月23日、TwitterにてアルバムPR用として運営されていたアカウントが、公式Twitterへリニューアル。
- 7月1日から京セラドーム大阪・バンテリンドーム ナゴヤ・東京ドームを周る初のドームツアー「ジャニーズWEST 1st DOME TOUR 2022 TO BE KANSAI COLOR -翔べ関西から-」を敢行[46][47]。初日に「ジャニーズWEST / JE_Record 公式」TikTokアカウントを開設。合わせて「星の雨」までのシングル全27曲が解禁された。同日の京セラドーム公演のMCコーナーにてサプライズ発表され、その様子が1本目の投稿動画として投稿された[48]。
- 8月3日、19th シングル『星の雨』を発売。初週29.2万枚を売り上げ、デビューシングル『ええじゃないか』の初週売上を上回り、自己最高初週売上となった[49]。
- 8月10日、「ジャニーズWEST」公式YouTubeチャンネルを開設。同日、東京ドームで開催していた「ジャニーズWEST 1st DOME TOUR 2022 TO BE KANSAI COLOR -翔べ関西から-」のMCコーナーにてサプライズ発表された[50]。
- 11月23日、12th DVD & Blu-ray『ジャニーズWEST LIVE TOUR 2022 Mixed Juice』を発売。

### 2023年
- 3月1日、9th アルバム『POWER』を発売。
- 6月7日、20th シングル『しあわせの花』を発売。
- 7月26日、13th DVD & Blu-ray『ジャニーズWEST 1st DOME TOUR 2022 TO BE KANSAI COLOR -翔べ関西から-』を発売。
- 10月18日、公式YouTubeチャンネルで、グループ名を「ジャニーズWEST」から「WEST.」に変更すると発表。
- 10月25日には21枚目のシングル『絶体絶命/Beautiful/AS ONE』がリリースされ、これが「ジャニーズWEST」名義最後の作品となる[1]。
- 12月20日、14th DVD & Blu-ray『WEST. LIVE TOUR 2023 POWER』を発売。
- 12月31日、「WESTube大晦日大忘年会」と題し、18:00からYouTubeで約2時間にわたって生配信を実施[注 2]。視聴者数は最大15万人超を記録し、配信終盤には2024年は100本の動画をアップすることが予告された[52]。

### 2024年
- 2月5日、グループ結成10周年を迎え、オフィシャルYouTubeチャンネルで「WESTube生配信SP 結成10しゅうねんやねぇぇぇぇぇぇぇん」を配信[53]。
- デビュー10周年を記念し、富士急ハイランドの絶叫マシン「ええじゃないか」と、「ええじゃないか」でデビューしたWEST.とのスペシャルコラボレーション「ええじゃないか×ええじゃないか」を、3月18日から4月25日まで開催[54]。
- 3月13日、10周年記念アルバム『AWARD』を発売。
- 4月23日、CDデビュー10周年を迎え、1日を通してテレビ出演やお祝い企画、WEST.10周年生配信トーク＆ライブ「虹会」、WESTube 生配信「#デビュー10周年やねぇぇぇぇぇぇぇんSP」などが開催され[55]、SNSでは「#WESTꓸ大忙しやDAY」が一時トレンド1位を記録した[56]。
- 4月24日、22ndシングル『ハート/FATE』をリリース。
- 4月29日、「DREAM IsLAND」プロジェクトの一環としてSUPER EIGHTとなにわ男子と結成された関西発のエンタメユニット「KAMIGATA BOYZ」に参加[57]。
- 5月7日、『ひらめけ!うんぴょこちゃんねる』（TBSテレビ）が放送開始。
- 9月10日、23rdシングル『まぁいっか!』をリリース。
- 10月9日、15th DVD & Blu-ray『WEST. 10th Anniversary LIVE TOUR AWARD』を発売。
- デビュー10周年を記念し、初のPOP UPイベント『WEST. 10周年記念展 関西七色男大祭り』を、11月1日から12月26日まで東京と大阪で開催。
- 11月22日、オリジナルライブの劇場版『WEST. 10th Anniversary Live "W" -Film edition-』が公開。週末3日間で興収約2.2億円を記録し、興行収入ランキング第1位を獲得[58]。
- 12月18日、16th DVD & Blu-ray『WEST. DOME TOUR AWARD 〜10th Anniversary〜』を発売。
- 12月31日、YouTube生配信「年越し生配信2024→2025 デビュー10周年ありがとう&登録者数100万人達成記念SP」を配信し、12月25日に達成したYouTube登録者数100万人祝いも行った[59]。

### 2025年
- 3月12日、11th アルバム『A.H.O. -Audio Hang Out-』を発売。
- 5月2日、メンバー全員で主演を務めた映画『裏社員。-スパイやらせてもろてます-』（松竹配給）が公開
- 5月7日、24thシングル『ウェッサイソウル!/BIG LOVE SONG』をリリース。

## 受賞歴
2015年
- 第29回日本ゴールドディスク大賞 ニュー・アーティスト・オブ・ザ・イヤー受賞

2025年
- MUSIC AWARDS JAPAN 2025 ラージェスト・ライブ・オーディエンス賞

## 楽曲・音楽性
主演舞台『なにわ侍 ハローTOKYO ! !』の公演で披露する10曲 - 13曲の中からファン投票をもとにデビュー曲を決め、2014年4月にデビューシングルを発売する予定としていた。また結成を発表した段階で既に13曲をレコーディングしており、楽曲に関西弁を盛り込んでいることが明らかにされていた。その後、デビュー曲に決定した「ええじゃないか」も、関西弁を歌詞に用いた楽曲である。

## 作品
順位はオリコンの発表する週間ランキング、Billboard JAPANの発表するBillboard Japan Hot 100での最高位。GD認定は日本レコード協会からのゴールドディスク認定を示し、日本レコード協会公式サイトの「ゴールドディスク認定検索」で、アーティスト名に「ジャニーズWEST」または「WEST.」を含む作品の検索結果をもとに記述。

### シングル
| ＃ | 発売日         | タイトル                                | 販売形態         | 販売形態                                  | 規格品番     | レーベル                      | 順位     | 順位       | 初動推移 | GD認定   | 収録アルバム            |
| ＃ | 発売日         | タイトル                                | 販売形態         | 販売形態                                  | 規格品番     | レーベル                      | オリコン | JPN Hot100 | 初動推移 | GD認定   | 収録アルバム            |
| -- | -------------- | --------------------------------------- | ---------------- | ----------------------------------------- | ------------ | ----------------------------- | -------- | ---------- | -------- | -------- | ----------------------- |
| 1  | 2014年04月23日 | ええじゃないか                          | CD+DVD           | 初回盤(なにわ侍盤)                        | JECN-0347/8  | Johnny's Entertainment Record | 1位      | 1位        | 26.2万枚 | プラチナ | go WEST よーいドン!     |
| 1  | 2014年04月23日 | ええじゃないか                          | CD+DVD           | 初回盤(忍ジャニ盤)                        | JECN-0349/50 | Johnny's Entertainment Record | 1位      | 1位        | 26.2万枚 | プラチナ | go WEST よーいドン!     |
| 1  | 2014年04月23日 | ええじゃないか                          | CD+DVD           | 初回盤(WEST盤)                            | JECN-0351/2  | Johnny's Entertainment Record | 1位      | 1位        | 26.2万枚 | プラチナ | go WEST よーいドン!     |
| 1  | 2014年04月23日 | ええじゃないか                          | CD               | 通常盤                                    | JECN-0353    | Johnny's Entertainment Record | 1位      | 1位        | 26.2万枚 | プラチナ | go WEST よーいドン!     |
| 1  | 2014年04月23日 | ええじゃないか                          | CD               | MY BEST CD                                | 通信販売限定 | Johnny's Entertainment Record | 1位      | 1位        | 26.2万枚 | プラチナ | go WEST よーいドン!     |
| 2  | 2014年10月08日 | ジパング・おおきに大作戦/夢を抱きしめて | CD+DVD           | 初回盤A                                   | JECN-0369/70 | Johnny's Entertainment Record | 2位      | 2位        | 11.1万枚 | ゴールド | ラッキィィィィィィィ7   |
| 2  | 2014年10月08日 | ジパング・おおきに大作戦/夢を抱きしめて | CD+DVD           | 初回盤B                                   | JECN-0371/2  | Johnny's Entertainment Record | 2位      | 2位        | 11.1万枚 | ゴールド | ラッキィィィィィィィ7   |
| 2  | 2014年10月08日 | ジパング・おおきに大作戦/夢を抱きしめて | CD               | 初回盤C                                   | JECN-0373    | Johnny's Entertainment Record | 2位      | 2位        | 11.1万枚 | ゴールド | ラッキィィィィィィィ7   |
| 2  | 2014年10月08日 | ジパング・おおきに大作戦/夢を抱きしめて | CD               | 通常盤                                    | JECN-0374    | Johnny's Entertainment Record | 2位      | 2位        | 11.1万枚 | ゴールド | ラッキィィィィィィィ7   |
| 3  | 2015年02月04日 | ズンドコ パラダイス                     | CD+DVD           | 初回盤A                                   | JECN-0392/3  | Johnny's Entertainment Record | 1位      | 1位        | 9.7万枚  | ゴールド | ラッキィィィィィィィ7   |
| 3  | 2015年02月04日 | ズンドコ パラダイス                     | CD+DVD           | 初回盤B                                   | JECN-0394/5  | Johnny's Entertainment Record | 1位      | 1位        | 9.7万枚  | ゴールド | ラッキィィィィィィィ7   |
| 3  | 2015年02月04日 | ズンドコ パラダイス                     | CD               | 通常盤                                    | JECN-0396    | Johnny's Entertainment Record | 1位      | 1位        | 9.7万枚  | ゴールド | ラッキィィィィィィィ7   |
| 4  | 2015年07月29日 | バリ ハピ                               | CD+DVD           | 初回盤A                                   | JECN-0420/1  | Johnny's Entertainment Record | 1位      | 1位        | 10.1万枚 | ゴールド | ラッキィィィィィィィ7   |
| 4  | 2015年07月29日 | バリ ハピ                               | CD+DVD           | 初回盤B                                   | JECN-0422/3  | Johnny's Entertainment Record | 1位      | 1位        | 10.1万枚 | ゴールド | ラッキィィィィィィィ7   |
| 4  | 2015年07月29日 | バリ ハピ                               | CD               | 通常盤                                    | JECN-0424    | Johnny's Entertainment Record | 1位      | 1位        | 10.1万枚 | ゴールド | ラッキィィィィィィィ7   |
| 5  | 2016年04月20日 | 逆転Winner                              | CD+DVD           | 初回盤A                                   | JECN-0441/2  | Johnny's Entertainment Record | 1位      | 1位        | 11.5万枚 | ゴールド | WESTival                |
| 5  | 2016年04月20日 | 逆転Winner                              | CD+DVD           | 初回盤B                                   | JECN-0443/4  | Johnny's Entertainment Record | 1位      | 1位        | 11.5万枚 | ゴールド | WESTival                |
| 5  | 2016年04月20日 | 逆転Winner                              | CD               | 通常盤                                    | JECN-0445    | Johnny's Entertainment Record | 1位      | 1位        | 11.5万枚 | ゴールド | WESTival                |
| 6  | 2016年07月27日 | 人生は素晴らしい                        | CD+DVD           | 初回盤A                                   | JECN-0457/8  | Johnny's Entertainment Record | 2位      | 2位        | 12.2万枚 | ゴールド | WESTival                |
| 6  | 2016年07月27日 | 人生は素晴らしい                        | CD+DVD           | 初回盤B                                   | JECN-0459/60 | Johnny's Entertainment Record | 2位      | 2位        | 12.2万枚 | ゴールド | WESTival                |
| 6  | 2016年07月27日 | 人生は素晴らしい                        | CD               | 通常盤                                    | JECN-0461    | Johnny's Entertainment Record | 2位      | 2位        | 12.2万枚 | ゴールド | WESTival                |
| 7  | 2017年06月21日 | おーさか☆愛・EYE・哀/Ya! Hot! Hot!      | CD+DVD           | 初回盤A                                   | JECN-0485/6  | Johnny's Entertainment Record | 1位      | 2位        | 13.8万枚 | ゴールド | WESTival                |
| 7  | 2017年06月21日 | おーさか☆愛・EYE・哀/Ya! Hot! Hot!      | CD+DVD           | 初回盤B                                   | JECN-0487/8  | Johnny's Entertainment Record | 1位      | 2位        | 13.8万枚 | ゴールド | WESTival                |
| 7  | 2017年06月21日 | おーさか☆愛・EYE・哀/Ya! Hot! Hot!      | CD               | 通常盤                                    | JECN-0489    | Johnny's Entertainment Record | 1位      | 2位        | 13.8万枚 | ゴールド | WESTival                |
| 8  | 2017年11月22日 | 僕ら今日も生きている/考えるな、燃えろ!! | CD+DVD           | 初回盤A                                   | JECN-0495/6  | Johnny's Entertainment Record | 2位      | 2位        | 12.7万枚 | ゴールド | WESTV!                  |
| 8  | 2017年11月22日 | 僕ら今日も生きている/考えるな、燃えろ!! | CD+DVD           | 初回盤B                                   | JECN-0497/8  | Johnny's Entertainment Record | 2位      | 2位        | 12.7万枚 | ゴールド | WESTV!                  |
| 8  | 2017年11月22日 | 僕ら今日も生きている/考えるな、燃えろ!! | CD               | 通常盤                                    | JECN-0499    | Johnny's Entertainment Record | 2位      | 2位        | 12.7万枚 | ゴールド | WESTV!                  |
| 9  | 2018年03月07日 | プリンシパルの君へ/ドラゴンドッグ       | CD+DVD           | 初回盤A                                   | JECN-0523/4  | Johnny's Entertainment Record | 2位      | 2位        | 14.8万枚 | ゴールド | WESTV!                  |
| 9  | 2018年03月07日 | プリンシパルの君へ/ドラゴンドッグ       | CD+DVD           | 初回盤B                                   | JECN-0525/6  | Johnny's Entertainment Record | 2位      | 2位        | 14.8万枚 | ゴールド | WESTV!                  |
| 9  | 2018年03月07日 | プリンシパルの君へ/ドラゴンドッグ       | CD               | 通常盤                                    | JECN-0527    | Johnny's Entertainment Record | 2位      | 2位        | 14.8万枚 | ゴールド | WESTV!                  |
| 10 | 2018年08月15日 | スタートダッシュ!                       | CD+DVD           | 初回盤A                                   | JECN-0535/6  | Johnny's Entertainment Record | 2位      | 2位        | 12.9万枚 | ゴールド | WESTV!                  |
| 10 | 2018年08月15日 | スタートダッシュ!                       | CD+DVD           | 初回盤B                                   | JECN-0537/8  | Johnny's Entertainment Record | 2位      | 2位        | 12.9万枚 | ゴールド | WESTV!                  |
| 10 | 2018年08月15日 | スタートダッシュ!                       | CD               | 通常盤                                    | JECN-0539    | Johnny's Entertainment Record | 2位      | 2位        | 12.9万枚 | ゴールド | WESTV!                  |
| 11 | 2019年01月30日 | ホメチギリスト/傷だらけの愛             | CD+DVD           | 初回盤A                                   | JECN-0552/3  | Johnny's Entertainment Record | 1位      | 1位        | 13.8万枚 | ゴールド | W trouble               |
| 11 | 2019年01月30日 | ホメチギリスト/傷だらけの愛             | CD+DVD           | 初回盤B                                   | JECN-0554/5  | Johnny's Entertainment Record | 1位      | 1位        | 13.8万枚 | ゴールド | W trouble               |
| 11 | 2019年01月30日 | ホメチギリスト/傷だらけの愛             | CD               | 通常盤                                    | JECN-0556    | Johnny's Entertainment Record | 1位      | 1位        | 13.8万枚 | ゴールド | W trouble               |
| 12 | 2019年04月24日 | アメノチハレ                            | CD+DVD           | 初回盤A                                   | JECN-0560/1  | Johnny's Entertainment Record | 1位      | 1位        | 15.9万枚 | ゴールド | W trouble               |
| 12 | 2019年04月24日 | アメノチハレ                            | CD+DVD           | 初回盤B                                   | JECN-0562/3  | Johnny's Entertainment Record | 1位      | 1位        | 15.9万枚 | ゴールド | W trouble               |
| 12 | 2019年04月24日 | アメノチハレ                            | CD               | 通常盤                                    | JECN-0564    | Johnny's Entertainment Record | 1位      | 1位        | 15.9万枚 | ゴールド | W trouble               |
| 13 | 2019年10月09日 | Big Shot!!                              | CD+DVD           | 初回盤A                                   | JECN-0570/1  | Johnny's Entertainment Record | 1位      | 1位        | 16.7万枚 | ゴールド | W trouble               |
| 13 | 2019年10月09日 | Big Shot!!                              | CD+DVD           | 初回盤B                                   | JECN-0572/3  | Johnny's Entertainment Record | 1位      | 1位        | 16.7万枚 | ゴールド | W trouble               |
| 13 | 2019年10月09日 | Big Shot!!                              | CD               | 通常盤                                    | JECN-0574    | Johnny's Entertainment Record | 1位      | 1位        | 16.7万枚 | ゴールド | W trouble               |
| 14 | 2020年06月24日 | 証拠                                    | CD+DVD           | 初回盤A                                   | JECN-0594/5  | Johnny's Entertainment Record | 1位      | 1位        | 21.2万枚 | プラチナ | rainboW                 |
| 14 | 2020年06月24日 | 証拠                                    | CD+DVD           | 初回盤B                                   | JECN-0596/7  | Johnny's Entertainment Record | 1位      | 1位        | 21.2万枚 | プラチナ | rainboW                 |
| 14 | 2020年06月24日 | 証拠                                    | CD               | 通常盤                                    | JECN-0598    | Johnny's Entertainment Record | 1位      | 1位        | 21.2万枚 | プラチナ | rainboW                 |
| 15 | 2021年01月13日 | 週刊うまくいく曜日                      | CD+DVD           | 初回盤A                                   | JECN-0621/2  | Johnny's Entertainment Record | 1位      | 1位        | 22.7万枚 | プラチナ | rainboW                 |
| 15 | 2021年01月13日 | 週刊うまくいく曜日                      | CD+DVD           | 初回盤B                                   | JECN-0623/4  | Johnny's Entertainment Record | 1位      | 1位        | 22.7万枚 | プラチナ | rainboW                 |
| 15 | 2021年01月13日 | 週刊うまくいく曜日                      | CD               | 通常盤                                    | JECN-0625    | Johnny's Entertainment Record | 1位      | 1位        | 22.7万枚 | プラチナ | rainboW                 |
| 16 | 2021年05月05日 | サムシング・ニュー                      | CD+DVD           | 初回盤A                                   | JECN-0631/2  | Johnny's Entertainment Record | 1位      | 1位        | 21.8万枚 | プラチナ | Mixed Juice             |
| 16 | 2021年05月05日 | サムシング・ニュー                      | CD+DVD           | 初回盤B                                   | JECN-0633/4  | Johnny's Entertainment Record | 1位      | 1位        | 21.8万枚 | プラチナ | Mixed Juice             |
| 16 | 2021年05月05日 | サムシング・ニュー                      | CD               | 通常盤                                    | JECN-0635    | Johnny's Entertainment Record | 1位      | 1位        | 21.8万枚 | プラチナ | Mixed Juice             |
| 17 | 2021年07月28日 | でっかい愛/喜努愛楽                     | CD+DVD           | 初回盤A                                   | JECN-0650/1  | Johnny's Entertainment Record | 1位      | 1位        | 20.3万枚 | プラチナ | Mixed Juice             |
| 17 | 2021年07月28日 | でっかい愛/喜努愛楽                     | CD+DVD           | 初回盤B                                   | JECN-0652/3  | Johnny's Entertainment Record | 1位      | 1位        | 20.3万枚 | プラチナ | Mixed Juice             |
| 17 | 2021年07月28日 | でっかい愛/喜努愛楽                     | CD               | 通常盤                                    | JECN-0654    | Johnny's Entertainment Record | 1位      | 1位        | 20.3万枚 | プラチナ | Mixed Juice             |
| 18 | 2022年01月19日 | 黎明/進むしかねぇ                       | CD+DVD           | 初回盤A                                   | JECN-0660/1  | Johnny's Entertainment Record | 1位      | 2位        | 19.5万枚 | ゴールド | Mixed Juice             |
| 18 | 2022年01月19日 | 黎明/進むしかねぇ                       | CD+DVD           | 初回盤B                                   | JECN-0662/3  | Johnny's Entertainment Record | 1位      | 2位        | 19.5万枚 | ゴールド | Mixed Juice             |
| 18 | 2022年01月19日 | 黎明/進むしかねぇ                       | CD               | 通常盤                                    | JECN-0664    | Johnny's Entertainment Record | 1位      | 2位        | 19.5万枚 | ゴールド | Mixed Juice             |
| 19 | 2022年08月03日 | 星の雨                                  | CD+Blu-ray       | 初回盤A                                   | JECN-0698/9  | Johnny's Entertainment Record | 1位      | 1位        | 29.2万枚 | プラチナ | POWER                   |
| 19 | 2022年08月03日 | 星の雨                                  | CD+DVD           | 初回盤A                                   | JECN-0700/1  | Johnny's Entertainment Record | 1位      | 1位        | 29.2万枚 | プラチナ | POWER                   |
| 19 | 2022年08月03日 | 星の雨                                  | CD+Blu-ray       | 初回盤B                                   | JECN-0702/3  | Johnny's Entertainment Record | 1位      | 1位        | 29.2万枚 | プラチナ | POWER                   |
| 19 | 2022年08月03日 | 星の雨                                  | CD+DVD           | 初回盤B                                   | JECN-0704/5  | Johnny's Entertainment Record | 1位      | 1位        | 29.2万枚 | プラチナ | POWER                   |
| 19 | 2022年08月03日 | 星の雨                                  | CD               | 通常盤                                    | JECN-0706    | Johnny's Entertainment Record | 1位      | 1位        | 29.2万枚 | プラチナ | POWER                   |
| 19 | 2022年08月03日 | 星の雨                                  | CD+GOODS         | 通販盤                                    | JECT-0052    | Johnny's Entertainment Record | 1位      | 1位        | 29.2万枚 | プラチナ | POWER                   |
| 20 | 2023年06月07日 | しあわせの花                            | CD+Blu-ray       | 初回盤A                                   | JECN-0750/1  | Johnny's Entertainment Record | 1位      | 3位        | 21.6万枚 | プラチナ | AWARD                   |
| 20 | 2023年06月07日 | しあわせの花                            | CD+DVD           | 初回盤A                                   | JECN-0752/3  | Johnny's Entertainment Record | 1位      | 3位        | 21.6万枚 | プラチナ | AWARD                   |
| 20 | 2023年06月07日 | しあわせの花                            | CD+Blu-ray       | 初回盤B                                   | JECN-0702/3  | Johnny's Entertainment Record | 1位      | 3位        | 21.6万枚 | プラチナ | AWARD                   |
| 20 | 2023年06月07日 | しあわせの花                            | CD+DVD           | 初回盤B                                   | JECN-0754/5  | Johnny's Entertainment Record | 1位      | 3位        | 21.6万枚 | プラチナ | AWARD                   |
| 20 | 2023年06月07日 | しあわせの花                            | CD               | 通常盤                                    | JECN-0758    | Johnny's Entertainment Record | 1位      | 3位        | 21.6万枚 | プラチナ | AWARD                   |
| 20 | 2023年06月07日 | しあわせの花                            | CD+GOODS         | 「しあわせのヤツ」クッション付き通販盤    | JECT-0060    | Johnny's Entertainment Record | 1位      | 3位        | 21.6万枚 | プラチナ | AWARD                   |
| 21 | 2023年10月25日 | 絶体絶命/Beautiful/AS ONE               | CD+Blu-ray       | 初回盤A                                   | JECN-0777/8  | Johnny's Entertainment Record | 1位      | 3位        | 30.0万枚 | プラチナ | AWARD                   |
| 21 | 2023年10月25日 | 絶体絶命/Beautiful/AS ONE               | CD+DVD           | 初回盤A                                   | JECN-0779/80 | Johnny's Entertainment Record | 1位      | 3位        | 30.0万枚 | プラチナ | AWARD                   |
| 21 | 2023年10月25日 | 絶体絶命/Beautiful/AS ONE               | CD+Blu-ray       | 初回盤B                                   | JECN-0781/2  | Johnny's Entertainment Record | 1位      | 3位        | 30.0万枚 | プラチナ | AWARD                   |
| 21 | 2023年10月25日 | 絶体絶命/Beautiful/AS ONE               | CD+DVD           | 初回盤B                                   | JECN-0783/4  | Johnny's Entertainment Record | 1位      | 3位        | 30.0万枚 | プラチナ | AWARD                   |
| 21 | 2023年10月25日 | 絶体絶命/Beautiful/AS ONE               | CD+Blu-ray       | 初回盤C                                   | JECN-0785/6  | Johnny's Entertainment Record | 1位      | 3位        | 30.0万枚 | プラチナ | AWARD                   |
| 21 | 2023年10月25日 | 絶体絶命/Beautiful/AS ONE               | CD+DVD           | 初回盤C                                   | JECN-0787/8  | Johnny's Entertainment Record | 1位      | 3位        | 30.0万枚 | プラチナ | AWARD                   |
| 21 | 2023年10月25日 | 絶体絶命/Beautiful/AS ONE               | CD               | 通常盤                                    | JECN-0789    | Johnny's Entertainment Record | 1位      | 3位        | 30.0万枚 | プラチナ | AWARD                   |
| 22 | 2024年04月24日 | ハート/FATE                             | CD+Blu-ray       | 初回盤A                                   | LCCN-0830/1  | ELOV-Label                    | 1位      | 6位        | 26.6万枚 | プラチナ | A.H.O. -Audio Hang Out- |
| 22 | 2024年04月24日 | ハート/FATE                             | CD+DVD           | 初回盤A                                   | LCCN-0832/3  | ELOV-Label                    | 1位      | 6位        | 26.6万枚 | プラチナ | A.H.O. -Audio Hang Out- |
| 22 | 2024年04月24日 | ハート/FATE                             | CD+Blu-ray       | 初回盤B                                   | LCCN-0834/5  | ELOV-Label                    | 1位      | 6位        | 26.6万枚 | プラチナ | A.H.O. -Audio Hang Out- |
| 22 | 2024年04月24日 | ハート/FATE                             | CD+DVD           | 初回盤B                                   | LCCN-0836/7  | ELOV-Label                    | 1位      | 6位        | 26.6万枚 | プラチナ | A.H.O. -Audio Hang Out- |
| 22 | 2024年04月24日 | ハート/FATE                             | CD               | 通常盤                                    | LCCN-0838    | ELOV-Label                    | 1位      | 6位        | 26.6万枚 | プラチナ | A.H.O. -Audio Hang Out- |
| 22 | 2024年04月24日 | ハート/FATE                             | CD+Blu-ray+GOODS | 10th Anniversary SPECIAL BOX [通販限定盤] | LCCT-0069/70 | ELOV-Label                    | 1位      | 6位        | 26.6万枚 | プラチナ | A.H.O. -Audio Hang Out- |
| 22 | 2024年04月24日 | ハート/FATE                             | CD+DVD+GOODS     | 10th Anniversary SPECIAL BOX [通販限定盤] | LCCT-0071/2  | ELOV-Label                    | 1位      | 6位        | 26.6万枚 | プラチナ | A.H.O. -Audio Hang Out- |
| 23 | 2024年09月10日 | まぁいっか!                             | CD+Blu-ray       | 初回盤A                                   | LCCN-0853/4  | ELOV-Label                    | 1位      | 2位        | 24.2万枚 | プラチナ | A.H.O. -Audio Hang Out- |
| 23 | 2024年09月10日 | まぁいっか!                             | CD+DVD           | 初回盤A                                   | LCCN-0855/6  | ELOV-Label                    | 1位      | 2位        | 24.2万枚 | プラチナ | A.H.O. -Audio Hang Out- |
| 23 | 2024年09月10日 | まぁいっか!                             | CD+Blu-ray       | 初回盤B                                   | LCCN-0857/8  | ELOV-Label                    | 1位      | 2位        | 24.2万枚 | プラチナ | A.H.O. -Audio Hang Out- |
| 23 | 2024年09月10日 | まぁいっか!                             | CD+DVD           | 初回盤B                                   | LCCN-0859/60 | ELOV-Label                    | 1位      | 2位        | 24.2万枚 | プラチナ | A.H.O. -Audio Hang Out- |
| 23 | 2024年09月10日 | まぁいっか!                             | CD               | 通常盤                                    | LCCN-0861    | ELOV-Label                    | 1位      | 2位        | 24.2万枚 | プラチナ | A.H.O. -Audio Hang Out- |
| 24 | 2025年05月07日 | ウェッサイソウル!/BIG LOVE SONG         | CD+Blu-ray       | 初回盤A                                   | LCCN-0892/93 | ELOV-Label                    | 1位      | 4位        | 22.4万枚 |          | 未収録                  |
| 24 | 2025年05月07日 | ウェッサイソウル!/BIG LOVE SONG         | CD+DVD           | 初回盤A                                   | LCCN-0894/95 | ELOV-Label                    | 1位      | 4位        | 22.4万枚 |          | 未収録                  |
| 24 | 2025年05月07日 | ウェッサイソウル!/BIG LOVE SONG         | CD+Blu-ray       | 初回盤B                                   | LCCN-0896/97 | ELOV-Label                    | 1位      | 4位        | 22.4万枚 |          | 未収録                  |
| 24 | 2025年05月07日 | ウェッサイソウル!/BIG LOVE SONG         | CD+DVD           | 初回盤B                                   | LCCN-0898/99 | ELOV-Label                    | 1位      | 4位        | 22.4万枚 |          | 未収録                  |
| 24 | 2025年05月07日 | ウェッサイソウル!/BIG LOVE SONG         | CD               | 通常盤                                    | LCCN-0900    | ELOV-Label                    | 1位      | 4位        | 22.4万枚 |          | 未収録                  |

### アルバム

#### オリジナル・アルバム
| ＃ | 発売日         | タイトル                | 販売形態   | 販売形態                         | 規格品番     | 順位 | 初動推移 | GD認定   |
| -- | -------------- | ----------------------- | ---------- | -------------------------------- | ------------ | ---- | -------- | -------- |
| 1  | 2014年08月06日 | go WEST よーいドン!     | CD+DVD     | 初回盤                           | JECN-0360/1  | 1位  | 8.3万枚  | ゴールド |
| 1  | 2014年08月06日 | go WEST よーいドン!     | CD         | 通常盤                           | JECN-0362    | 1位  | 8.3万枚  | ゴールド |
| 2  | 2015年12月09日 | ラッキィィィィィィィ7   | CD+DVD     | 初回盤                           | JECN-0430/1  | 2位  | 8.5万枚  | ゴールド |
| 2  | 2015年12月09日 | ラッキィィィィィィィ7   | CD         | 通常盤                           | JECN-0432    | 2位  | 8.5万枚  | ゴールド |
| 3  | 2016年11月30日 | なうぇすと              | CD+DVD     | 初回盤                           | JECN-0470/1  | 1位  | 8.6万枚  | ゴールド |
| 3  | 2016年11月30日 | なうぇすと              | CD         | 通常盤                           | JECN-0472    | 1位  | 8.6万枚  | ゴールド |
| 4  | 2018年01月02日 | WESTival                | CD+DVD     | 初回盤                           | JECN-0511/2  | 1位  | 10.5万枚 | ゴールド |
| 4  | 2018年01月02日 | WESTival                | CD         | 通常盤                           | JECN-0513    | 1位  | 10.5万枚 | ゴールド |
| 5  | 2018年12月05日 | WESTV!                  | CD+DVD     | 初回盤                           | JECN-0544/5  | 2位  | 9.6万枚  | ゴールド |
| 5  | 2018年12月05日 | WESTV!                  | CD         | 通常盤                           | JECN-0546    | 2位  | 9.6万枚  | ゴールド |
| 6  | 2020年03月18日 | W trouble               | CD+DVD     | 初回盤A                          | JECN-0583/4  | 1位  | 20.8万枚 | 認定無し |
| 6  | 2020年03月18日 | W trouble               | CD+DVD     | 初回盤B                          | JECN-0585/6  | 1位  | 20.8万枚 | 認定無し |
| 6  | 2020年03月18日 | W trouble               | CD         | 通常盤                           | JECN-0587    | 1位  | 20.8万枚 | 認定無し |
| 6  | 2020年03月18日 | W trouble               | CD+Goods   | Tシャツ付き通販盤                | JECT-0022    | 1位  | 20.8万枚 | 認定無し |
| 7  | 2021年03月17日 | rainboW                 | CD+DVD     | 初回盤A                          | JECN-0626/7  | 1位  | 24.6万枚 | プラチナ |
| 7  | 2021年03月17日 | rainboW                 | 2CD        | 初回盤B                          | JECN-0628/9  | 1位  | 24.6万枚 | プラチナ |
| 7  | 2021年03月17日 | rainboW                 | CD         | 通常盤                           | JECN-0630    | 1位  | 24.6万枚 | プラチナ |
| 7  | 2021年03月17日 | rainboW                 | CD+Goods   | WESTん家Tシャツ付き通販盤        | JECT-0049    | 1位  | 24.6万枚 | プラチナ |
| 8  | 2022年03月09日 | Mixed Juice             | CD+DVD     | 初回盤A                          | JECN-0665/6  | 1位  | 21.3万枚 | ゴールド |
| 8  | 2022年03月09日 | Mixed Juice             | CD+DVD     | 初回盤B                          | JECN-0667/8  | 1位  | 21.3万枚 | ゴールド |
| 8  | 2022年03月09日 | Mixed Juice             | CD         | 通常盤                           | JECN-0669    | 1位  | 21.3万枚 | ゴールド |
| 9  | 2023年03月01日 | POWER                   | CD+Blu-ray | 初回盤A                          | JECN-0732/3  | 1位  | 24.9万枚 | プラチナ |
| 9  | 2023年03月01日 | POWER                   | CD+DVD     | 初回盤A                          | JECN-0734/5  | 1位  | 24.9万枚 | プラチナ |
| 9  | 2023年03月01日 | POWER                   | CD+Blu-ray | 初回盤B                          | JECN-0736/7  | 1位  | 24.9万枚 | プラチナ |
| 9  | 2023年03月01日 | POWER                   | CD+DVD     | 初回盤B                          | JECN-0738/9  | 1位  | 24.9万枚 | プラチナ |
| 9  | 2023年03月01日 | POWER                   | CD         | 通常盤                           | JECN-0740    | 1位  | 24.9万枚 | プラチナ |
| 9  | 2023年03月01日 | POWER                   | CD+Goods   | POWERオリジナルTシャツ付き通販盤 | JECT-0059    | 1位  | 24.9万枚 | プラチナ |
| 10 | 2025年03月12日 | A.H.O. -Audio Hang Out- | CD+Blu-ray | 初回盤A                          | LCCN-0883/4  | 1位  | 18.3万枚 | ゴールド |
| 10 | 2025年03月12日 | A.H.O. -Audio Hang Out- | CD+DVD     | 初回盤A                          | LCCN-0885/6  | 1位  | 18.3万枚 | ゴールド |
| 10 | 2025年03月12日 | A.H.O. -Audio Hang Out- | CD+Blu-ray | 初回盤B                          | LCCN-0887/8  | 1位  | 18.3万枚 | ゴールド |
| 10 | 2025年03月12日 | A.H.O. -Audio Hang Out- | CD+DVD     | 初回盤B                          | LCCN-0889/90 | 1位  | 18.3万枚 | ゴールド |
| 10 | 2025年03月12日 | A.H.O. -Audio Hang Out- | CD         | 通常盤                           | LCCN-0891    | 1位  | 18.3万枚 | ゴールド |

#### ミニ・アルバム
| ＃ | 発売日         | タイトル | 販売形態 | 販売形態 | 規格品番    | 順位 | 初動推移 | GD認定   |
| -- | -------------- | -------- | -------- | -------- | ----------- | ---- | -------- | -------- |
| 1  | 2015年04月22日 | パリピポ | CD+DVD   | 初回盤   | JECN-0405/6 | 1位  | 8.1万枚  | ゴールド |
| 1  | 2015年04月22日 | パリピポ | CD       | 通常盤   | JECN-0407   | 1位  | 8.1万枚  | ゴールド |

#### ベストアルバム
| # | 発売日         | タイトル | 販売形態    | 販売形態 | 規格品番        | 順位 | 初動推移 | GD認定   |
| - | -------------- | -------- | ----------- | -------- | --------------- | ---- | -------- | -------- |
| 1 | 2024年03月13日 | AWARD    | 2CD+Blu-ray | 初回盤A  | LCCN-0815〜817  | 1位  | 23.4万枚 | プラチナ |
| 1 | 2024年03月13日 | AWARD    | 2CD+DVD     | 初回盤A  | LCCN-0818〜820  | 1位  | 23.4万枚 | プラチナ |
| 1 | 2024年03月13日 | AWARD    | 2CD+Blu-ray | 初回盤B  | LCCN-0821〜823  | 1位  | 23.4万枚 | プラチナ |
| 1 | 2024年03月13日 | AWARD    | 2CD+DVD     | 初回盤B  | LCCN-0824〜826  | 1位  | 23.4万枚 | プラチナ |
| 1 | 2024年03月13日 | AWARD    | 3CD         | 通常盤   | LCCN-0827〜0829 | 1位  | 23.4万枚 | プラチナ |

### 映像作品
| ＃ | 発売日         | タイトル                                                            | 販売形態 | 販売形態            | 規格品番        | 順位                             | 初動推移                                       | GD認定   |
| -- | -------------- | ------------------------------------------------------------------- | -------- | ------------------- | --------------- | -------------------------------- | ---------------------------------------------- | -------- |
| 1  | 2014年12月17日 | なにわ侍 ハローTOKYO !                                              | DVD      | 初回仕様DVD         | JEBN-0184       | 3位（DVD） 3位（BD） 1位（総合） | 2.0万枚（DVD）                                 | 認定無し |
| 1  | 2014年12月17日 | なにわ侍 ハローTOKYO !                                              | BD       | 初回仕様Blu-ray     | JEXN-0032       | 3位（DVD） 3位（BD） 1位（総合） | 2.0万枚（DVD）                                 | 認定無し |
| 1  | 2014年12月17日 | なにわ侍 ハローTOKYO !                                              | DVD      | 通常仕様DVD         | JEBN-0185       | 3位（DVD） 3位（BD） 1位（総合） | 2.0万枚（DVD）                                 | 認定無し |
| 1  | 2014年12月17日 | なにわ侍 ハローTOKYO !                                              | BD       | 通常仕様Blu-ray     | JEXN-0033       | 3位（DVD） 3位（BD） 1位（総合） | 2.0万枚（DVD）                                 | 認定無し |
| 2  | 2015年06月17日 | なにわともあれ、ほんまにありがとう                                  | DVD      | 初回仕様DVD         | JEBN-0192       | 1位（DVD） 2位（BD） 1位（総合） | 2.9万枚（DVD） 1.9万枚（BD） 4.8万枚（総合）   | 認定無し |
| 2  | 2015年06月17日 | なにわともあれ、ほんまにありがとう                                  | BD       | 初回仕様Blu-ray     | JEXN-0040       | 1位（DVD） 2位（BD） 1位（総合） | 2.9万枚（DVD） 1.9万枚（BD） 4.8万枚（総合）   | 認定無し |
| 2  | 2015年06月17日 | なにわともあれ、ほんまにありがとう                                  | DVD      | 通常仕様DVD         | JEBN-0193       | 1位（DVD） 2位（BD） 1位（総合） | 2.9万枚（DVD） 1.9万枚（BD） 4.8万枚（総合）   | 認定無し |
| 2  | 2015年06月17日 | なにわともあれ、ほんまにありがとう                                  | BD       | 通常仕様Blu-ray     | JEXN-0041       | 1位（DVD） 2位（BD） 1位（総合） | 2.9万枚（DVD） 1.9万枚（BD） 4.8万枚（総合）   | 認定無し |
| 3  | 2015年10月07日 | ジャニーズWEST 1stコンサート 一発めぇぇぇぇぇぇぇ!                  | 2DVD     | 初回仕様DVD         | JEBN-0202/3     | 1位（DVD） 2位（BD） 1位（総合） | 3.1万枚（DVD） 2.2万枚（BD） 5.3万枚（総合）   | 認定無し |
| 3  | 2015年10月07日 | ジャニーズWEST 1stコンサート 一発めぇぇぇぇぇぇぇ!                  | 2BD      | 初回仕様Blu-ray     | JEXN-0046/7     | 1位（DVD） 2位（BD） 1位（総合） | 3.1万枚（DVD） 2.2万枚（BD） 5.3万枚（総合）   | 認定無し |
| 3  | 2015年10月07日 | ジャニーズWEST 1stコンサート 一発めぇぇぇぇぇぇぇ!                  | 2DVD     | 通常仕様DVD         | JEBN-0204/5     | 1位（DVD） 2位（BD） 1位（総合） | 3.1万枚（DVD） 2.2万枚（BD） 5.3万枚（総合）   | 認定無し |
| 3  | 2015年10月07日 | ジャニーズWEST 1stコンサート 一発めぇぇぇぇぇぇぇ!                  | 2BD      | 通常仕様Blu-ray     | JEXN-0048/9     | 1位（DVD） 2位（BD） 1位（総合） | 3.1万枚（DVD） 2.2万枚（BD） 5.3万枚（総合）   | 認定無し |
| 4  | 2016年05月18日 | ジャニーズWEST 1st Tour パリピポ                                    | 2DVD     | 初回仕様DVD         | JEBN-0220/1     | 1位（DVD） 1位（BD） 1位（総合） | 3.8万枚（DVD） 3.0万枚（BD） 6.8万枚（総合）   | 認定無し |
| 4  | 2016年05月18日 | ジャニーズWEST 1st Tour パリピポ                                    | 2BD      | 初回仕様Blu-ray     | JEXN-0060/1     | 1位（DVD） 1位（BD） 1位（総合） | 3.8万枚（DVD） 3.0万枚（BD） 6.8万枚（総合）   | 認定無し |
| 4  | 2016年05月18日 | ジャニーズWEST 1st Tour パリピポ                                    | 2DVD     | 通常仕様DVD         | JEBN-0222/3     | 1位（DVD） 1位（BD） 1位（総合） | 3.8万枚（DVD） 3.0万枚（BD） 6.8万枚（総合）   | 認定無し |
| 4  | 2016年05月18日 | ジャニーズWEST 1st Tour パリピポ                                    | 2BD      | 通常仕様Blu-ray     | JEXN-0062/3     | 1位（DVD） 1位（BD） 1位（総合） | 3.8万枚（DVD） 3.0万枚（BD） 6.8万枚（総合）   | 認定無し |
| 5  | 2016年11月30日 | ジャニーズWEST CONCERT TOUR 2016 ラッキィィィィィィィ7              | 2DVD     | 初回仕様DVD         | JEBN-0228/9     | 1位（DVD） 1位（BD） 1位（総合） | 3.9万枚（DVD） 3.0万枚（BD） 6.9万枚（総合）   | 認定無し |
| 5  | 2016年11月30日 | ジャニーズWEST CONCERT TOUR 2016 ラッキィィィィィィィ7              | BD       | 初回仕様Blu-ray     | JEXN-0068       | 1位（DVD） 1位（BD） 1位（総合） | 3.9万枚（DVD） 3.0万枚（BD） 6.9万枚（総合）   | 認定無し |
| 5  | 2016年11月30日 | ジャニーズWEST CONCERT TOUR 2016 ラッキィィィィィィィ7              | 2DVD     | 通常仕様DVD         | JEBN-0230/1     | 1位（DVD） 1位（BD） 1位（総合） | 3.9万枚（DVD） 3.0万枚（BD） 6.9万枚（総合）   | 認定無し |
| 5  | 2016年11月30日 | ジャニーズWEST CONCERT TOUR 2016 ラッキィィィィィィィ7              | BD       | 通常仕様Blu-ray     | JEXN-0069       | 1位（DVD） 1位（BD） 1位（総合） | 3.9万枚（DVD） 3.0万枚（BD） 6.9万枚（総合）   | 認定無し |
| 6  | 2017年05月24日 | ジャニーズWEST 1stドーム LIVE ♡24(ニシ)から感謝🎄届けます♡          | 2DVD     | 初回仕様DVD         | JEBN-0239/40    | 1位（DVD） 2位（BD） 1位（総合） | 5.1万枚（DVD） 4.3万枚（BD） 9.4万枚（総合）   | ゴールド |
| 6  | 2017年05月24日 | ジャニーズWEST 1stドーム LIVE ♡24(ニシ)から感謝🎄届けます♡          | 2BD      | 初回仕様Blu-ray     | JEXN-0077/8     | 1位（DVD） 2位（BD） 1位（総合） | 5.1万枚（DVD） 4.3万枚（BD） 9.4万枚（総合）   | ゴールド |
| 6  | 2017年05月24日 | ジャニーズWEST 1stドーム LIVE ♡24(ニシ)から感謝🎄届けます♡          | 2DVD     | 通常仕様DVD         | JEBN-0241/2     | 1位（DVD） 2位（BD） 1位（総合） | 5.1万枚（DVD） 4.3万枚（BD） 9.4万枚（総合）   | ゴールド |
| 6  | 2017年05月24日 | ジャニーズWEST 1stドーム LIVE ♡24(ニシ)から感謝🎄届けます♡          | 2BD      | 通常仕様Blu-ray     | JEXN-0079/80    | 1位（DVD） 2位（BD） 1位（総合） | 5.1万枚（DVD） 4.3万枚（BD） 9.4万枚（総合）   | ゴールド |
| 7  | 2017年10月25日 | ジャニーズWEST LIVE TOUR 2017 なうぇすと                            | 2DVD     | 初回仕様DVD         | JEBN-0248/9     | 2位（DVD） 1位（BD） 1位（総合） | 4.4万枚（DVD） 3.8万枚（BD） 8.2万枚（総合）   | ゴールド |
| 7  | 2017年10月25日 | ジャニーズWEST LIVE TOUR 2017 なうぇすと                            | 2BD      | 初回仕様Blu-ray     | JEXN-0085/6     | 2位（DVD） 1位（BD） 1位（総合） | 4.4万枚（DVD） 3.8万枚（BD） 8.2万枚（総合）   | ゴールド |
| 7  | 2017年10月25日 | ジャニーズWEST LIVE TOUR 2017 なうぇすと                            | 2DVD     | 通常仕様DVD         | JEBN-0250/1     | 2位（DVD） 1位（BD） 1位（総合） | 4.4万枚（DVD） 3.8万枚（BD） 8.2万枚（総合）   | ゴールド |
| 7  | 2017年10月25日 | ジャニーズWEST LIVE TOUR 2017 なうぇすと                            | 2BD      | 通常仕様Blu-ray     | JEXN-0087/8     | 2位（DVD） 1位（BD） 1位（総合） | 4.4万枚（DVD） 3.8万枚（BD） 8.2万枚（総合）   | ゴールド |
| 8  | 2018年10月24日 | ジャニーズWEST LIVE TOUR 2018 WESTival                              | 2DVD     | 初回仕様（DVD）     | JEBN-0265/6     | 2位（DVD） 1位（BD） 1位（総合） | 3.7万枚（BD）                                  | ゴールド |
| 8  | 2018年10月24日 | ジャニーズWEST LIVE TOUR 2018 WESTival                              | 2BD      | 初回仕様（Blu-ray） | JEXN-0102/3     | 2位（DVD） 1位（BD） 1位（総合） | 3.7万枚（BD）                                  | ゴールド |
| 8  | 2018年10月24日 | ジャニーズWEST LIVE TOUR 2018 WESTival                              | 2DVD     | 通常仕様（DVD）     | JEBN-0267/8     | 2位（DVD） 1位（BD） 1位（総合） | 3.7万枚（BD）                                  | ゴールド |
| 8  | 2018年10月24日 | ジャニーズWEST LIVE TOUR 2018 WESTival                              | 2BD      | 通常仕様（Blu-ray） | JEXN-0104/5     | 2位（DVD） 1位（BD） 1位（総合） | 3.7万枚（BD）                                  | ゴールド |
| 9  | 2019年07月10日 | ジャニーズWEST LIVE TOUR 2019 WESTV!                                | 2DVD     | 初回仕様 DVD        | JEBN-0274/5     | 1位（DVD） 1位（BD） 1位（総合） | 4.4万枚（DVD） 4.2万枚（BD） 8.6万枚（総合）   | ゴールド |
| 9  | 2019年07月10日 | ジャニーズWEST LIVE TOUR 2019 WESTV!                                | 2BD      | 初回仕様 Blu-ray    | JEXN-0111/2     | 1位（DVD） 1位（BD） 1位（総合） | 4.4万枚（DVD） 4.2万枚（BD） 8.6万枚（総合）   | ゴールド |
| 9  | 2019年07月10日 | ジャニーズWEST LIVE TOUR 2019 WESTV!                                | 2DVD     | 通常仕様 DVD        | JEBN-0276/7     | 1位（DVD） 1位（BD） 1位（総合） | 4.4万枚（DVD） 4.2万枚（BD） 8.6万枚（総合）   | ゴールド |
| 9  | 2019年07月10日 | ジャニーズWEST LIVE TOUR 2019 WESTV!                                | 2BD      | 通常仕様 Blu-ray    | JEXN-0113/4     | 1位（DVD） 1位（BD） 1位（総合） | 4.4万枚（DVD） 4.2万枚（BD） 8.6万枚（総合）   | ゴールド |
| 10 | 2021年10月06日 | ジャニーズWEST LIVE TOUR 2020 W trouble                             | 2BD      | Blu-ray初回盤       | JEXN-0138/9     | 1位（DVD） 1位（BD） 1位（総合） | 4.3万枚（DVD） 7.2万枚（BD） 11.5万枚（総合）  | ゴールド |
| 10 | 2021年10月06日 | ジャニーズWEST LIVE TOUR 2020 W trouble                             | 2DVD     | DVD初回盤           | JEBN-0302/3     | 1位（DVD） 1位（BD） 1位（総合） | 4.3万枚（DVD） 7.2万枚（BD） 11.5万枚（総合）  | ゴールド |
| 10 | 2021年10月06日 | ジャニーズWEST LIVE TOUR 2020 W trouble                             | 2BD      | Blu-ray通常盤       | JEXN-0140/1     | 1位（DVD） 1位（BD） 1位（総合） | 4.3万枚（DVD） 7.2万枚（BD） 11.5万枚（総合）  | ゴールド |
| 10 | 2021年10月06日 | ジャニーズWEST LIVE TOUR 2020 W trouble                             | 2DVD     | DVD通常盤           | JEBN-0304/5     | 1位（DVD） 1位（BD） 1位（総合） | 4.3万枚（DVD） 7.2万枚（BD） 11.5万枚（総合）  | ゴールド |
| 11 | 2022年05月11日 | ジャニーズWEST LIVE TOUR 2021 rainboW                               | 2BD      | Blu-ray初回盤       | JEXN-0157/8     | 1位（DVD） 1位（BD） 1位（総合） | 3.9万枚（DVD） 7.1万枚（BD） 11.0万枚（総合）  | ゴールド |
| 11 | 2022年05月11日 | ジャニーズWEST LIVE TOUR 2021 rainboW                               | 2DVD     | DVD初回盤           | JEBN-0321/2     | 1位（DVD） 1位（BD） 1位（総合） | 3.9万枚（DVD） 7.1万枚（BD） 11.0万枚（総合）  | ゴールド |
| 11 | 2022年05月11日 | ジャニーズWEST LIVE TOUR 2021 rainboW                               | 2BD      | Blu-ray通常盤       | JEXN-0159/60    | 1位（DVD） 1位（BD） 1位（総合） | 3.9万枚（DVD） 7.1万枚（BD） 11.0万枚（総合）  | ゴールド |
| 11 | 2022年05月11日 | ジャニーズWEST LIVE TOUR 2021 rainboW                               | 2DVD     | DVD通常盤           | JEBN-0323/4     | 1位（DVD） 1位（BD） 1位（総合） | 3.9万枚（DVD） 7.1万枚（BD） 11.0万枚（総合）  | ゴールド |
| 12 | 2022年11月23日 | ジャニーズWEST LIVE TOUR 2022 Mixed Juice                           | 2BD      | 初回盤              | JEXN-0161/2     | 1位（DVD） 1位（BD） 1位（総合） | 5.2万枚（DVD） 10.6万枚（BD） 15.8万枚（総合） | ゴールド |
| 12 | 2022年11月23日 | ジャニーズWEST LIVE TOUR 2022 Mixed Juice                           | 2DVD     | 初回盤              | JEBN-0325/6     | 1位（DVD） 1位（BD） 1位（総合） | 5.2万枚（DVD） 10.6万枚（BD） 15.8万枚（総合） | ゴールド |
| 12 | 2022年11月23日 | ジャニーズWEST LIVE TOUR 2022 Mixed Juice                           | 2BD      | 通常盤              | JEXN-0163/4     | 1位（DVD） 1位（BD） 1位（総合） | 5.2万枚（DVD） 10.6万枚（BD） 15.8万枚（総合） | ゴールド |
| 12 | 2022年11月23日 | ジャニーズWEST LIVE TOUR 2022 Mixed Juice                           | 2DVD     | 通常盤              | JEBN-0327/8     | 1位（DVD） 1位（BD） 1位（総合） | 5.2万枚（DVD） 10.6万枚（BD） 15.8万枚（総合） | ゴールド |
| 13 | 2023年07月26日 | ジャニーズWEST 1st DOME TOUR 2022 TO BE KANSAI COLOR -翔べ関西から- | 2BD      | 初回盤              | JEXN-0175/6     | 1位（DVD） 1位（BD） 1位（総合） | 4.0万枚（DVD） 8.4万枚（BD） 12.4万枚（総合）  | ゴールド |
| 13 | 2023年07月26日 | ジャニーズWEST 1st DOME TOUR 2022 TO BE KANSAI COLOR -翔べ関西から- | 2DVD     | 初回盤              | JEBN-0339/40    | 1位（DVD） 1位（BD） 1位（総合） | 4.0万枚（DVD） 8.4万枚（BD） 12.4万枚（総合）  | ゴールド |
| 13 | 2023年07月26日 | ジャニーズWEST 1st DOME TOUR 2022 TO BE KANSAI COLOR -翔べ関西から- | 2BD      | 通常盤              | JEXN-0177/8     | 1位（DVD） 1位（BD） 1位（総合） | 4.0万枚（DVD） 8.4万枚（BD） 12.4万枚（総合）  | ゴールド |
| 13 | 2023年07月26日 | ジャニーズWEST 1st DOME TOUR 2022 TO BE KANSAI COLOR -翔べ関西から- | 2DVD     | 通常盤              | JEBN-0341/2     | 1位（DVD） 1位（BD） 1位（総合） | 4.0万枚（DVD） 8.4万枚（BD） 12.4万枚（総合）  | ゴールド |
| 14 | 2023年12月20日 | WEST. LIVE TOUR 2023 POWER                                          | 2BD      | 初回盤              | JEXN-0185〜186  | 1位（DVD） 1位（BD） 1位（総合） | 3.7万枚（DVD） 7.8万枚（BD） 11.5万枚（総合）  | 認定無し |
| 14 | 2023年12月20日 | WEST. LIVE TOUR 2023 POWER                                          | 2DVD     | 初回盤              | JEBN-0349〜350  | 1位（DVD） 1位（BD） 1位（総合） | 3.7万枚（DVD） 7.8万枚（BD） 11.5万枚（総合）  | 認定無し |
| 14 | 2023年12月20日 | WEST. LIVE TOUR 2023 POWER                                          | 2BD      | 通常盤              | JEXN-0187〜188  | 1位（DVD） 1位（BD） 1位（総合） | 3.7万枚（DVD） 7.8万枚（BD） 11.5万枚（総合）  | 認定無し |
| 14 | 2023年12月20日 | WEST. LIVE TOUR 2023 POWER                                          | 2DVD     | 通常盤              | JEBN-0351〜352  | 1位（DVD） 1位（BD） 1位（総合） | 3.7万枚（DVD） 7.8万枚（BD） 11.5万枚（総合）  | 認定無し |
| 15 | 2024年10月9日  | WEST. 10th Anniversary LIVE TOUR AWARD                              | 2BD      | 初回盤              | LCXN-0202～0203 | 1位（DVD） 1位（BD） 1位（総合） | 3.7万枚（DVD） 8.3万枚（BD） 12.0万枚（総合）  | 認定無し |
| 15 | 2024年10月9日  | WEST. 10th Anniversary LIVE TOUR AWARD                              | 2DVD     | 初回盤              | LCBN-0366～0367 | 1位（DVD） 1位（BD） 1位（総合） | 3.7万枚（DVD） 8.3万枚（BD） 12.0万枚（総合）  | 認定無し |
| 15 | 2024年10月9日  | WEST. 10th Anniversary LIVE TOUR AWARD                              | 2BD      | 通常盤              | LCXN-0204～0205 | 1位（DVD） 1位（BD） 1位（総合） | 3.7万枚（DVD） 8.3万枚（BD） 12.0万枚（総合）  | 認定無し |
| 15 | 2024年10月9日  | WEST. 10th Anniversary LIVE TOUR AWARD                              | 2DVD     | 通常盤              | LCBN-0368～0369 | 1位（DVD） 1位（BD） 1位（総合） | 3.7万枚（DVD） 8.3万枚（BD） 12.0万枚（総合）  | 認定無し |
| 16 | 2024年12月18日 | WEST. DOME TOUR AWARD 〜10th Anniversary〜                          | 3BD      | 初回盤              | LCXN-0206〜0209 | 1位（DVD） 1位（BD） 1位（総合） | 3.7万枚（DVD） 8.8万枚（BD） 12.5万枚（総合）  | ゴールド |
| 16 | 2024年12月18日 | WEST. DOME TOUR AWARD 〜10th Anniversary〜                          | 3DVD     | 初回盤              | LCBN-0370〜0373 | 1位（DVD） 1位（BD） 1位（総合） | 3.7万枚（DVD） 8.8万枚（BD） 12.5万枚（総合）  | ゴールド |
| 16 | 2024年12月18日 | WEST. DOME TOUR AWARD 〜10th Anniversary〜                          | 2BD      | 通常盤              | LCXN-0210〜0211 | 1位（DVD） 1位（BD） 1位（総合） | 3.7万枚（DVD） 8.8万枚（BD） 12.5万枚（総合）  | ゴールド |
| 16 | 2024年12月18日 | WEST. DOME TOUR AWARD 〜10th Anniversary〜                          | 2DVD     | 通常盤              | LCBN-0374〜0375 | 1位（DVD） 1位（BD） 1位（総合） | 3.7万枚（DVD） 8.8万枚（BD） 12.5万枚（総合）  | ゴールド |

### ミュージック・ビデオ
この項目は、ミュージック・ビデオの定義に含まれる「Music Clip」、「Music Video」、「Short Movie」、「Lyric Video」等を記載。
| タイトル                 | タイトル                              | リンク      | 収録作品                                | 収録作品         | 備考                                   |
| ------------------------ | ------------------------------------- | ----------- | --------------------------------------- | ---------------- | -------------------------------------- |
| ええじゃないか           | Μusic Clip                            |             | ええじゃないか                          | 初回盤（WEST盤） |                                        |
| ええじゃないか           | Music Clip Dance Ver.                 |             | go WEST よーいドン！                    | 初回盤           |                                        |
| バンザイ夢マンサイ!      | Music Clip                            |             | go WEST よーいドン！                    | 初回盤           |                                        |
| ジパング・おおきに大作戦 | Music Clip                            |             | ジパング・おおきに大作戦/夢を抱きしめて | 初回盤A          |                                        |
| 夢を抱きしめて           | Music Clip                            |             | ジパング・おおきに大作戦/夢を抱きしめて | 初回盤B          |                                        |
| ズンドコ パラダイス      | Music Clip                            |             | ズンドコ パラダイス                     | 初回盤A          |                                        |
| バリ ハピ                | Music Clip                            |             | バリ ハピ                               | 初回盤A          |                                        |
| All My Love              | Music Clip                            |             | バリ ハピ                               | 初回盤B          |                                        |
| ラッキィスペシャル       | Music Video                           |             | ラッキィィィィィィィ7                   | 初回盤           |                                        |
| 逆転Winner               | Music Clip -Cool Ver.-                |             | 逆転Winner                              | 初回盤A          |                                        |
| 逆転Winner               | Music Clip -Story Ver.-               |             | 逆転Winner                              | 初回盤B          |                                        |
| 人生は素晴らしい         | Music Clip                            |             | 人生は素晴らしい                        | 初回盤A          |                                        |
| シルエット               | Music Clip                            |             | 人生は素晴らしい                        | 初回盤B          |                                        |
| one chance               | Music Clip                            |             | なうぇすと                              | 初回盤           |                                        |
| おーさか☆愛・EYE・哀     | Music Clip                            |             | おーさか☆愛・EYE・哀/Ya! Hot! Hot!      | 初回盤A          |                                        |
| Ya! Hot! Hot!            | Music Clip                            |             | おーさか☆愛・EYE・哀/Ya! Hot! Hot!      | 初回盤B          |                                        |
| 僕ら今日も生きている     | Music Clip                            |             | 僕ら今日も生きている/考えるな、燃えろ!! | 初回盤A          |                                        |
| 考えるな、燃えろ!!       | Music Clip                            |             | 僕ら今日も生きている/考えるな、燃えろ!! | 初回盤B          |                                        |
| プリンシパルの君へ       | Music Clip                            |             | プリンシパルの君へ/ドラゴンドッグ       | 初回盤A          |                                        |
| ドラゴンドッグ           | Music Clip                            |             | プリンシパルの君へ/ドラゴンドッグ       | 初回盤B          |                                        |
| スタートダッシュ!        | Music Clip                            |             | スタートダッシュ!                       | 初回盤A          |                                        |
| アカツキ                 | Music Clip                            |             | スタートダッシュ!                       | 初回盤B          |                                        |
| ホメチギリスト           | Music Clip                            |             | ホメチギリスト/傷だらけの愛             | 初回盤A          |                                        |
| 傷だらけの愛             | Music Clip                            |             | ホメチギリスト/傷だらけの愛             | 初回盤B          |                                        |
| アメノチハレ             | Music Clip                            |             | アメノチハレ                            | 初回盤A          |                                        |
| Big Shot!!               | Music Clip                            |             | Big Shot!!                              | 初回盤A          |                                        |
| W trouble                | Short Movie                           |             | W trouble                               | 初回盤A          |                                        |
| 証拠                     | Music Clip                            |             | 証拠                                    | 初回盤A          |                                        |
| 証拠                     | Official Music Video                  | [ 動画 1 ]  |                                         |                  | YouTubeで公開                          |
| 週刊うまくいく曜日       | Music Clip                            |             | 週刊うまくいく曜日                      | 初回盤A          |                                        |
| 週刊うまくいく曜日       | Official Music Video （YouTube Ver.） | [ 動画 2 ]  |                                         |                  | YouTubeで公開                          |
| カメレオン               | Lyric Video                           |             | 週刊うまくいく曜日                      | 初回盤A          |                                        |
| カメレオン               | Official Lyric Video                  | [ 動画 3 ]  |                                         |                  | YouTubeで公開                          |
| Big Dipper               | Music Clip                            |             | rainboW                                 | 初回盤A          |                                        |
| Big Dipper               | Official Music Video （Short Ver.）   | [ 動画 4 ]  |                                         |                  | YouTubeで公開                          |
| Rainbow Chaser           | Short Movie                           |             | rainboW                                 | 初回盤A          |                                        |
| Rainbow Chaser           | Official Music Video                  | [ 動画 5 ]  |                                         |                  | YouTube限定撮りおろし                  |
| サムシング・ニュー       | Music Clip                            |             | サムシング・ニュー                      | 初回盤A          |                                        |
| サムシング・ニュー       | Official Music Video （Short Ver.）   | [ 動画 6 ]  |                                         |                  | YouTubeで公開                          |
| でっかい愛               | Music Clip                            |             | でっかい愛/喜努愛楽                     | 初回盤A          |                                        |
| でっかい愛               | Official Music Video （Short Ver.）   | [ 動画 7 ]  |                                         |                  | YouTubeで公開                          |
| 喜努愛楽                 | Music Clip                            |             | でっかい愛/喜努愛楽                     | 初回盤B          |                                        |
| 喜努愛楽                 | Official Music Video （Short Ver.）   | [ 動画 8 ]  |                                         |                  | YouTubeで公開                          |
| 黎明                     | Music Clip                            |             | 黎明/進むしかねぇ                       | 初回盤A          |                                        |
| 黎明                     | Music Clip -Dance Ver.-               | [ 動画 9 ]  | 黎明/進むしかねぇ                       | 初回盤A          | YouTubeで公開                          |
| 黎明                     | Official Music Video （YouTube Ver.） | [ 動画 10 ] |                                         |                  | YouTubeで公開                          |
| 進むしかねぇ             | Music Clip                            |             | 黎明/進むしかねぇ                       | 初回盤B          |                                        |
| 進むしかねぇ             | Official Music Video （Short Ver.）   | [ 動画 11 ] |                                         |                  | YouTubeで公開                          |
| Mixed Juice              | Music Video                           |             | Mixed Juice                             | 初回盤A          |                                        |
| Mixed Juice              | Official Music Video （YouTube Ver.） | [ 動画 12 ] |                                         |                  | YouTubeで公開                          |
| しらんけど               | Music Video                           |             | Mixed Juice                             | 初回盤A          |                                        |
| しらんけど               | Official Music Video （Short Ver.）   | [ 動画 13 ] |                                         |                  | YouTubeで公開                          |
| 星の雨                   | Music Video                           |             | 星の雨                                  | 初回盤A          |                                        |
| 星の雨                   | Official Music Video（YouTube Ver.）  | [ 動画 14 ] |                                         |                  | YouTubeで公開                          |
| POWER                    | Music Video                           |             | POWER                                   | 初回盤A          |                                        |
| POWER                    | Official Music Video（YouTube Ver.）  | [ 動画 15 ] |                                         |                  | YouTubeで公開                          |
| むちゃくちゃなフォーム   | Music Video                           | [ 動画 16 ] | POWER                                   | 初回盤A          | YouTubeで公開                          |
| むちゃくちゃなフォーム   | Music Video〈Lip Sync Ver.〉          |             | POWER                                   | 初回盤A          |                                        |
| アンノウン               | Music Video                           | [ 動画 17 ] |                                         |                  | YouTubeオリジナルの映像                |
| 恋にて                   | Music Video                           | [ 動画 18 ] |                                         |                  | YouTubeオリジナルの映像                |
| しあわせの花             | Music Video                           |             | しあわせの花                            | 初回盤A          |                                        |
| しあわせの花             | Official Music Video（YouTube Ver.）  | [ 動画 19 ] |                                         |                  |                                        |
| パロディ                 | Music Video                           |             |                                         |                  | 購入者特典ストリーミング配信・縦型動画 |
| パロディ                 | Music Video -Behind The Scenes-       | [ 動画 20 ] |                                         |                  | YouTubeオリジナルの映像                |
| 絶体絶命                 | Music Video                           |             | 絶体絶命/Beautiful/AS ONE               | 初回盤A          |                                        |
| 絶体絶命                 | Music Video -Dance Ver.-              |             | 絶体絶命/Beautiful/AS ONE               | 初回盤A          |                                        |
| 絶体絶命                 | Official Music Video（YouTube Ver.）  | [ 動画 21 ] |                                         |                  | YouTubeで公開                          |
| Beautiful                | Music Video                           |             | 絶体絶命/Beautiful/AS ONE               | 初回盤B          |                                        |
| Beautiful                | Music Video -Dance Ver.-              |             | 絶体絶命/Beautiful/AS ONE               | 初回盤B          |                                        |
| Beautiful                | Official Music Video（YouTube Ver.）  | [ 動画 22 ] |                                         |                  | YouTubeで公開                          |
| Beautiful                | Dance Practice（YouTube Original）    | [ 動画 23 ] |                                         |                  | YouTubeで公開                          |
| AS ONE                   | Music Video                           |             | 絶体絶命/Beautiful/AS ONE               | 初回盤C          |                                        |
| AS ONE                   | Music Video -Dance Ver.-              |             | 絶体絶命/Beautiful/AS ONE               | 初回盤C          |                                        |
| AS ONE                   | Official Music Video（YouTube Ver.）  | [ 動画 24 ] |                                         |                  | YouTubeで公開                          |
| FICTION                  | Official Music Video (YouTube Ver.)   | [ 動画 25 ] |                                         |                  | YouTubeで公開                          |
| FICTION                  | Music Video                           |             | AWARD                                   | 初回盤A          |                                        |
| AWARD                    | Official Music Video (Short Ver.)     | [ 動画 26 ] |                                         |                  | YouTubeで公開                          |
| AWARD                    | Music Video                           |             | AWARD                                   | 初回盤A          |                                        |
| REWARD                   | Official Music Video（Short Ver.）    | [ 動画 27 ] |                                         |                  | YouTubeで公開                          |
| REWARD                   | Music Video                           |             | AWARD                                   | 初回盤A          |                                        |
| セラヴィ                 | Music Video                           |             | AWARD                                   | 初回盤A          |                                        |
| ハート                   | Music Video                           | [ 動画 28 ] | ハート/FATE                             | 初回盤A          | YouTubeで公開                          |
| FATE                     | Music Video                           | [ 動画 29 ] | ハート/FATE                             | 初回盤B          | YouTubeで公開                          |
| FATE                     | Music Video -Dance Ver.-              |             | ハート/FATE                             | 初回盤B          |                                        |
| ・                       | Music Video                           |             | ハート/FATE                             | 通販盤           |                                        |
| まぁいっか！             | Music Video                           | [ 動画 30 ] | まぁいっか!                             | 初回盤A          | YouTubeで公開                          |
| まぁいっか！             | Music Video -Dance Ver.-              |             | まぁいっか!                             | 初回盤A          |                                        |
| まぁいっか！             | Music Video パラデル漫画Ver.          | [ 動画 31 ] |                                         |                  | YouTubeオリジナルの映像                |
| A.H.O.                   | Music Video                           | [ 動画 32 ] | A.H.O. -Audio Hang Out-                 | 初回盤A          | YouTubeで公開                          |
| shhhhhhh!!               | Official Music Video (Short Ver.)     | [ 動画 33 ] |                                         |                  | YouTubeで公開                          |
| shhhhhhh!!               | Music Video                           |             | A.H.O. -Audio Hang Out-                 | 初回盤A          |                                        |
| Go.                      | Music Video                           |             | A.H.O. -Audio Hang Out-                 | 初回盤A          |                                        |
| ウェッサイソウル!        | Music Video                           | [ 動画 34 ] | ウェッサイソウル!/BIG LOVE SONG         | 初回盤A          | YouTubeで公開                          |
| BIG LOVE SONG            | Official Music Video (Short Ver.)     | [ 動画 35 ] |                                         |                  | YouTubeで公開                          |
| BIG LOVE SONG            | Music Video                           |             | ウェッサイソウル!/BIG LOVE SONG         | 初回盤B          |                                        |

### CD未収録曲
JASRAC公式サイトの「作品データベース検索サービス」において、アーティスト名に「ジャニーズWEST」を含む楽曲の検索結果をもとに記載。表記は50音順。
| 作品名           | クレジット                                               | 初出作品                                           | JASRAC作品コード | 備考 |
| ---------------- | -------------------------------------------------------- | -------------------------------------------------- | ---------------- | ---- |
| 一歩             | 作詞：桐山照史 作曲：谷本新                              | なにわ侍ハローTOKYO!!                              | 200-0175-4       |      |
| VIVID            | 作詞：森若香織 作曲：LEE STEVEN・LEE SEUNG JAE・CHOKKAKU | なにわ侍ハローTOKYO!!                              | 1F7-2135-7       |      |
| オンリーロンリー | 作詞：LITZ 作曲：馬飼野康二                              | なにわ侍ハローTOKYO!!                              | 200-0078-2       |      |
| DA-RE-YA-NEN!!?? | 作詞：ジャニーズWEST・加藤裕介 作曲：加藤裕介            | ジャニーズWEST 1stコンサート 一発めぇぇぇぇぇぇぇ! | 208-5126-0       |      |
| Long Story       | 作詞： KOMEI KOBAYASHI 作曲：陶山隼                      | なにわともあれ、ほんまにありがとう                 | 201-9351-3       |      |

## タイアップ
| 楽曲                     | タイアップ |
| ------------------------ | --- |
| バンザイ夢マンサイ!      | 映画『忍ジャニ参上! 未来への戦い』主題歌                                                                                         |
| その先へ...              | 日本テレビ系ドラマ『SHARK〜2nd Season〜』主題歌                                                                                  |
| 夢を抱きしめて           | TBS系ドラマ『アゲイン!!』主題歌                                                                                                  |
| SUPERSTAR                | TBS系ドラマ『アゲイン!!』オープニングテーマ                                                                                      |
| パリピポアンセム         | テレビ東京系『リトルトーキョーライブ』『リトルトーキョーライフ』エンディングテーマ                                               |
| 逆転Winner               | 日本テレビ系アニメ『逆転裁判 〜その「真実」、異議あり!〜』オープニングテーマ 朝日放送『ビーバップ!ハイヒール』エンディングテーマ |
| 100% I Love You          | テレビ東京系『リトルトーキョーライフ』エンディングテーマ                                                                         |
| Mr.Summer WEST           | CM：サーティワン アイスクリーム                                                                                                  |
| 人生は素晴らしい         | 日本テレビ系アニメ『逆転裁判 〜その「真実」、異議あり!〜』オープニングテーマ                                                     |
| one chance               | 日本テレビ系ドラマ『レンタル救世主』挿入歌 朝日放送『教えて!ニュースライブ 正義のミカタ』テーマソング                            |
| Ya! Hot! Hot!            | CM：サーティワン アイスクリーム                                                                                                  |
| もう1%                   | アニメ映画『レゴニンジャゴー ザ・ムービー』日本語吹替版主題歌                                                                    |
| 僕ら今日も生きている     | フジテレビ系アニメ『モンスターハンター ストーリーズ RIDE ON』主題歌                                                              |
| 考えるな、燃えろ!!       | Netflixオリジナルドラマ『炎の転校生 REBORN』主題歌                                                                               |
| プリンシパルの君へ       | 映画『プリンシパル〜恋する私はヒロインですか?〜』オープニング主題歌                                                              |
| ドラゴンドッグ           | 日本テレビ系ドラマ『卒業バカメンタリー』主題歌                                                                                   |
| スタートダッシュ!        | テレビ東京系アニメ『キャプテン翼』オープニングテーマ                                                                             |
| アカツキ                 | Netflixオリジナルドラマ『宇宙を駆けるよだか』主題歌                                                                              |
| 傷だらけの愛             | テレビ東京系アニメ『キャプテン翼』オープニングテーマ                                                                             |
| アメノチハレ             | 日本テレビ系ドラマ『白衣の戦士!』主題歌                                                                                          |
| Big Shot!!               | フジテレビ系『バレーボールワールドカップ2019』イメージソング                                                                     |
| いまだ!!                 | NHK教育アニメ『忍たま乱太郎』エンディングテーマ                                                                                  |
| 証拠                     | 日本テレビ系ドラマ『正しいロックバンドの作り方』主題歌                                                                           |
| WA! WA! ワンダフル!!     | TBS系『パパジャニWEST』テーマソング                                                                                              |
| 週刊うまくいく曜日       | テレビ東京系ドラマ『ゲキカラドウ』主題歌                                                                                         |
| 喜努愛楽                 | 日本テレビ系ドラマ『武士スタント逢坂くん!』主題歌                                                                                |
| でっかい愛               | TBS系ドラマ『#家族募集します』主題歌                                                                                             |
| 進むしかねぇ             | ABCテレビ・テレビ朝日系『あなたの代わりに見てきます!リア突WEST』テーマソング                                                     |
| 黎明                     | テレビ朝日系ドラマ『鹿楓堂よついろ日和』主題歌                                                                                   |
| 微笑み一つ咲かせましょう | CM：ヤマザキ『ランチパック』 |
| Mixed Juice              | CM：PILOT『Juice』 |
| イキテヤレ               | TBS系『DEEPな店の常連さんに密着 イキスギさんについてった』テーマソング                                                           |
| 星の雨                   | テレビ東京系ドラマ『雪女と蟹を食う』主題歌                                                                                       |
| Don't be afraid          | テレビ東京系ドラマ『警視庁考察一課』エンディングテーマ                                                                           |
| We’re the one            | CM：ヤマザキ『ランチパック』 |
| ハルカナレ               | CM：近鉄不動産『あべのハルカス』                                                                                                 |
| しあわせの花             | テレビ東京系ドラマ『ゲキカラドウ2』主題歌                                                                                        |
| パロディ                 | 日本テレビ系ドラマ『それってパクリじゃないですか?』オープニングテーマ                                                            |
| AS ONE                   | テレビ東京系アニメ『キャプテン翼シーズン2 ジュニアユース編』オープニングテーマ                                                   |
| 燃えてヒーロー           | テレビ東京系アニメ『キャプテン翼シーズン2 ジュニアユース編』エンディングテーマ                                                   |
| Beautiful                | ABCテレビ・テレビ朝日系ドラマ『18歳、新妻、不倫します。』主題歌                                                                  |
| 絶体絶命                 | テレビ朝日系ドラマ『単身花日』主題歌                                                                                             |
| FICTION                  | 映画『ある閉ざされた雪の山荘で』主題歌                                                                                           |
| ファンタジスタ           | テレビ東京系アニメ『キャプテン翼シーズン2』オープニングテーマ                                                                    |
| あじわい                 | テレビ東京系ドラマ『パティスリーMON』エンディングテーマ                                                                          |
| FATE                     | WOWOWドラマ『白暮のクロニクル』主題歌                                                                                            |
| ハート                   | テレビ東京系アニメ『キャプテン翼シーズン2 ジュニアユース編』第3クールオープニングテーマ                                          |
| 天空エスカレーション     | CM：近鉄不動産『あべのハルカス10周年アニバーサリー』                                                                             |
| なりふり                 | ABCテレビ・テレビ朝日系『あなたの代わりに見てきます!リア突WEST.』テーマソング                                                    |
| ゴールデンタイム         | TBS系『ひらめけ!うんぴょこちゃんねる』エンディングテーマ                                                                         |
| shhhhhhh!!               | 読売テレビドラマ『キスでふさいで、バレないで。』オープニング主題歌                                                               |
| Go.                      | 「WEST. 10th Anniversary Live "W" -Film edition-」テーマソング                                                                   |
| ウェッサイソウル!        | 映画『裏社員。-スパイやらせてもろてます‐』主題歌                                                                                 |
| BIG LOVE SONG            | 東海テレビ・フジテレビ系土ドラ『ミッドナイト屋台〜ラ・ボンノォ〜』主題歌                                                         |

## 出演
グループでのレギュラー出演・冠番組のみ、ジャニーズ・エンタテイメント公式サイトの「INFORMATION」ページも参照。

### バラエティ番組
- 関ジャニ∞のジャニ勉（2007年5月2日 - 2017年3月[127]、関西テレビ） - 関西ジャニーズJr.の頃から出演。2015年7月29日放送分からコーナー担当[128]。
- 育ジャニ（2014年8月9日・12月30日[129]・2015年11月10日[130]、毎日放送）
- リトルトーキョーライブ〜みんなで作るいっぱいいっぱい生放送〜（2014年10月8日 - 2015年6月24日、テレビ東京） Hey!Say!JUMPと週替わりでMCを担当。
- リトルトーキョーライフ（2015年7月1日 - 2019年9月25日、テレビ東京） - Hey!Say!JUMPと週替わりでMCを担当。
- GO！GO！WEST！冒険したってええじゃないか シリーズ
  - GO!GO!WEST!冒険したってええじゃないか!〜ニッポン変・珍・ビックリ旅 沖縄編〜（2014年9月13日、関西テレビ）[131]
  - GO!GO!WEST!冒険したってええじゃないか〜ご当地ビックリ対決 in 北海道〜（2015年3月22日、関西テレビ）[132]
  - GO!GO!WEST!冒険したってええじゃないか〜ご当地ビックリ対決 in 四国〜（2017年2月12日、関西テレビ）[133]
  - GO!GO!WEST!冒険したってええじゃないか〜ご当地ビックリ対決 in 北関東〜（2017年9月17日、関西テレビ）[134]
  - GO!GO!WEST!冒険したってええじゃないか〜ご当地ビックリ対決 in 九州〜（2019年8月18日、関西テレビ）[135]
  - GO!GO!WEST!冒険したってええじゃないか〜ご当地ビックリ対決 in 中国地方〜（2020年10月18日、関西テレビ）[136]
  - GO!GO!WEST!! 冒険したってええじゃないか ご当地ビックリ対決 in 東北（2022年1月29日、関西テレビ）[137]
  - GO!GO!WEST. 冒険したってええじゃないか 関西凱旋SP しらんけど（2024年3月23日、関西テレビ）[138]
- ドヨルの妄想族（2015年7月11日 - 10月10日、朝日放送テレビ）[139]
- ドヨルの粉モンクエスト（2015年10月24日 - 2016年1月9日、朝日放送テレビ）[140]
- ドヨルのご当地モンクエスト（2016年1月16日 -2016年3月26日 、朝日放送テレビ）
- ドヨルのエージェントWEST!（2016年4月9日 - 9月24日、朝日放送テレビ）[141]
- エージェントWEST!（2016年10月1日 - 2020年6月28日[142]、朝日放送テレビ）
- ナミノリ! ジェニー（2016年10月22日〔21日深夜〕 - 2018年10月19日〔18日深夜〕、毎日放送）[143]
- ジャニーズWESTの激ハネ! BoooooooRN（ボーン）（2019年1月26日〔25日深夜〕 - 、毎日放送）[144]
- パパジャニWEST（2019年7月2日[145]・10月8日[146]・2020年6月30日[注 3] - 2022年3月16日〔15日深夜〕、TBS）[149]
- ジャニーズWESTの出世する人・しない人（2019年9月14日、フジテレビ）[150]
- あなたの代わりに見てきます!リア突WEST. → リア突WEST.レボリューション（2020年10月4日〔3日深夜〕 - 、朝日放送テレビ）[142][151][注 4]
- ラヴィット!（2021年5月7日 - 28日、TBS） - 5月度マンスリーゲスト[155]
- DEEPな店の常連さんに密着 イキスギさんについてった（2022年5月17日 - 2024年3月26日、TBS）[156][157]
- 沖縄vs北海道　お宝リサーチ！街録王（2023年3月18日、関西テレビ）[158]
- ひらめけ!うんぴょこちゃんねる（2024年5月7日〔6日深夜〕 - 、TBS）[159]

### 配信ドラマ
- 炎の転校生 REBORN（2017年、Netflix） - 主演[160]

### 配信バラエティ
- パパジャニWEST（2019年4月26日 - 配信開始、paravi）[161] - のちに地上波レギュラー化

### 音楽番組
- ザ少年倶楽部（NHK BSプレミアム）[32]
- D×WEST.（2024年4月23日 - 5月14日、日本テレビ）[162]
- WOWOW×WEST."WESSION"（2025年6月29日 - 予定、WOWOWライブ）[163]

### ラジオ
- 関ジャニの男前を目指せ! → ジャニーズWESTの男前をめざせ!（2014年4月4日 - 2021年9月24日、ABCラジオ）
- 関西ジャニーズJr.もぎたて関ジュース[164] → ジャニーズWEST もぎたて関ジュース → もぎたて関ジュース[165]（2007年4月7日 - 2024年3月31日、ラジオ関西）[166]
- bayじゃないか（bayfm）
- 2016年も、ジャニーズWESTでええじゃないか!（2016年1月1日、CBCラジオ）
- ジャニーズWESTのオールナイトニッポンPremium（2020年6月13日、ニッポン放送）[167]

### 映画
- WEST. 10th Anniversary Live "W" -Film edition-（2024年11月22日 - 12月5日、WOWOW）[58][168]
- 裏社員。-スパイやらせてもろてます‐（2025年5月2日公開、松竹） - 主演[169][170]

### 舞台
- なにわ侍 ハローTOKYO!!（2014年2月5日 - 2月28日、日生劇場） - 主演[171]
- 台風n Dreamer タイフーン・ドリーマー（2014年8月2日 - 8月26日、大阪松竹座[172] / 9月3日 - 28日、日生劇場） - 主演[173]（重岡大毅は出演をせず[174]）
- なにわ侍 団五郎一座（2015年1月10日 - 31日、日生劇場） - 主演[175]
- WEST. 10th Anniversary 大阪松竹座公演（2024年12月15日 - 25日、大阪松竹座）[176]

### CM
- サーティワンアイスクリーム
  - 「ポッピングシャワー☆パチキャンMAX」（2016年4月 - ）[177]
  - 「真夏の雪だるま大作戦」（2016年7月 - ）[178]
  - 「チャレンジ・ザ・トリプル」（2017年6月 - ）[179]
  - 「真夏の雪だるま大作戦」（2017年7月 - ）[180]
- ファミリーマート「炎のグルメフェア」（2017年11月 - ）[181]
- パイロット「ジュース」（2022年2月 - ）[182]
- 近鉄不動産
  - あべのハルカスイメージキャラクター（2023年2月 - ）[183]
  - 「あべのハルカス 10周年アニバーサリー」（2024年4月 - ）[121]
  - 「志摩グリーンアドベンチャー」（2025年7月 - ）[184]
- ノーベル製菓「VC-3000のど飴」（2024年11月 - ）[185]
- レッドブル「レッドブル・エナジードリンク スプリングエディション」（2025年3月 - ）[186]

### イベント・コンサート
- ウマれる新たな伝説 ジャニーズ年越し生放送（2013年12月31日 ‐ 2014年1月1日、東京ドーム）
- Johnnys' countdown 2014-2015（2014年12月31日 ‐ 2015年1月1日、東京ドーム）
- ジャニーズカウントダウン 2015-2016（2015年12月31日 ‐ 2016年1月1日、東京ドーム）
- 嵐のワクワク学校2016 毎日がもっと輝く5つの自由研究（2016年6月18日 - 19日、京セラドーム大阪 / 6月25日 - 26日、東京ドーム）[187]
- ジャニーズカウントダウン 2016-2017（2016年12月31日 ‐ 2017年1月1日、東京ドーム）[188]
- ジャニーズ大運動会2017（2017年4月16日、東京ドーム）[189]
- ジャニーズカウントダウン 2017-2018（2017年12月31日 ‐ 2018年1月1日、東京ドーム）
- ジャニーズカウントダウン 2018-2019（2018年12月31日 ‐ 2019年1月1日、東京ドーム）
- ジャニーズWEST 5周ねんやねん♪よろしゅうねん♪（2019年4月23日、品川ステラボール）[190]
- ジャニーズカウントダウン 2019-2020（2019年12月31日 - 2020年1月1日、東京ドーム）
- Johnny's World Happy LIVE with YOU（2020年3月29日、横浜アリーナ） - 配信ライブ[191]
- Johnny's DREAM IsLAND 2020→2025 〜大好きなこの街から〜（2020年7月28日〔合同公演〕、万博記念公園 太陽の広場[192] / 8月1日〔単独公演〕、大阪松竹座） - 配信コンサート[193][194]
- ジャニーズカウントダウン 2020-2021（2020年12月31日 - 2021年1月1日）
- Johnny's Festival 〜Thank you 2021 Hello 2022〜（2021年12月30日、東京ドーム）[195]
- ジャニーズカウントダウン2021-2022（2021年12月31日 - 2022年1月1日、東京ドーム）[196]
- ジャニーズカウントダウン2022-2023（2022年12月31日 - 2023年1月1日、東京ドーム）
- SDGs推進 TGC しずおか 2024 by TOKYO GIRLS COLLECTION（ツインメッセ静岡 北館大展示場） - シークレットアーティスト（桐山は体調不良で欠席）[197]
- WE ARE! Let's get the party STARTO!!（2024年4月10日、東京ドーム / 5月29日・30日、京セラドーム大阪）[198]
- WEST.お兄さんのうんぴょこ発表会（2024年11月20日、TBS赤坂BLITZスタジオ）[199]
- WEST.お兄さんの1周年だよ！うんぴょこ大感謝祭（2025年6月18日予定、TBS赤坂BLITZスタジオ）

### 音楽フェス
- OSAKA METROPOLITAN ROCK FESTIVAL（2022年5月14日[注 5]、海とのふれあい広場・BAY FIELDステージ）[201]
- LOVE MUSIC FESTIVAL 2022（2022年6月18日、ぴあアリーナMM）[45]
- SUMMER SONIC 2023（2023年8月19日、MOUNTAIN STAGE〈大阪〉/ 8月20日、MARINE STAGE〈東京〉）[202][203]
- めざましテレビ30周年フェス in東京（2024年3月16日、東京ガーデンシアター）[204][205]
- TOKYO METROPOLITAN ROCK FESTIVAL 2024（2024年5月18日、若洲公園）[206][207]
- SUMMER SONIC 2024（2024年8月17日、AIRSTAGE〈大阪〉/ 8月18日、MARINE STAGE〈東京〉）[208][209]
- a-nation 2024（2024年9月1日、味の素スタジアム）[210][211]
- KOYABU SONIC 2024（2024年9月14日、インテックス大阪）[212][213]
- CDTV ライブ！ライブ！大感謝祭2024（2024年9月16日、東京ガーデンシアター）[214]
- CDTV ライブ！ライブ！春の大感謝祭2025（2025年3月9日、Kアリーナ横浜）[215][216]
- TOKYO METROPOLITAN ROCK FESTIVAL 2025（2025年5月10日、海の森公園）[217][218]
- WESSION FESTIVAL 2025（2025年10月12日・13日予定、万博記念公園） - 主催フェス[163]
- LIVE AZUMA 2025（2025年10月19日予定、福島県あづま総合運動公園）

### サポーター・アンバサダー
- FIVBワールドカップバレーボール2019（2019年9月14日 - 10月15日、フジテレビ）[39]
- テレ東音楽祭
  - テレ東音楽祭2022夏（2022年6月22日、テレビ東京） - テレ東音楽祭 初代応援隊長[44][219]
  - テレ東音楽祭2022冬（2022年11月23日、テレビ東京） - テレ東音楽祭 応援隊長[220]
- ×××××.POP UP STOREアンバサダー[221] → ファミクラストアアンバサダー[222]（2024年4月1日 - 2025年3月31日）[223]

## 書籍

### 写真集
- ジャニーズWESTファースト写真集「おおきに。」（2014年12月15日、ワニブックス）ISBN 978-4-8470-4697-1

### 雑誌連載
- ジャニーズWESTの7colors（『WiNK UP』、ワニブックス）
- ジャニーズWEST ほな行くで!!（『POTATO』、ワン・パブリッシング）
- ジャニーズWESTyle（『duet』、ホーム社）
- WESTIMES（『Myojo』、集英社）
- めちゃかん（『TVfan』、メディアボーイ）
- 関西ジャニーズ 未来万博（『デイリースポーツ』） - 関ジャニ∞、なにわ男子、関西ジャニーズJr.との合同連載。
- (株)ジャニーズWESTホールディングス｜JWHD（『Oggi』、小学館）[266]